# Римська імперія

територія Римської держави:
Римська республіка
Римська імперія
Західна Римська імперія
Східна Римська імперія

41°54′ пн. ш. 12°30′ сх. д. / 41.9° пн. ш. 12.5° сх. д.
Ри́мська імпе́рія (лат. Imperium Romanum) — державне, військово-політичне утворення, яке зародилося на основі Римської республіки близько 27 року до н. е. Історія імперії поділяється на два великі періоди: принципат (до 284 н. е.) і домінат (після 284 н. е.).
Найбільше піднесення держави припало на часи правління п'яти добрих імператорів (96–180 роки н. е.). За правління Траяна, другого з п'яти хороших імператорів, у першій чверті II ст. Римська імперія досягла найбільшої територіальної експансії.
Період постійних заворушень і громадянських війн (235—284 роки н. е.), що були спричинені боротьбою за владу солдатських імператорів, отримав назву «Криза третього століття» та призвів до значного послаблення держави. Певної стабілізації було досягнуто за правління Діоклетіана (284—305) і Костянтина Великого (306—337). Другий з них легалізував християнство й активно сприяв його поширенню.
Як єдине державне утворення Римська імперія перестала існувати 395 року після поділу імперії на Західну та Східну. Хоча формально вважалося, що імператори просто управляють різними частинами все ще однієї держави.
В останній чверті IV ст. почалося велике переселення народів, посилився зовнішній тиск варварів (германців, сарматів та ін.) і в боротьбі з ними Рим починає втрачати провінції та колишню могутність. На початку V ст. напади варварів переростають у навалу, яку вже неможливо спинити: на території кількох відвойованих провінцій вожді прибулих племен утворюють варварські королівства, які стають фактично незалежними державними утвореннями. Найдошкульніших ударів імперії завдають гуни на чолі з Аттілою. І, хоча римлянам вдається завдати гунам поразки на Каталаунських полях (451) та відбитися від них, останні десятиліття держава перебуває у повному занепаді через постійні внутрішні повстання та заворушення, боротьбу між претендентами за імператорську владу.
Кінцем римської держави вважається 476 рік, коли був усунений від влади останній імператор Західної Римської імперії. Східна (Візантійська) імперія проіснувала до 1453. Римська імперія займає важливу роль у розвитку людства, особливо Європи; її спадкоємницями проголошували себе багато середньовічних імперій.

## Періодизація
Римська імперія відіграла важливу роль у розвитку людства. Історію Римської імперії  можна розглядати таким чином:
- місто-держава Рим (Римське царство, 753 рік до н. е. — 510 рік до н. е.).

Легендарне заснування Риму втікачами з іншого стародавнього міста-держави — Трої. Див. Стародавній Рим.
- Римська республіка. (509 рік до н. е. — 133 рік до н. е.)

Поширення впливу Риму на інші міста-держави Середземного, а потім і Чорного морів. Цікаво, що в грецьких джерелах цей період називається Ρωμαϊκή Δημοκρατία (Римська демократія).
Цей період закінчується періодом громадянських війн (133 рік до н. е. — 28 рік до н. е.).
- Старожитня (антична) Римська імперія.

Зростання впливу військових на життя і владу Римської республіки. Зміна форми управління і перетворення її на імперію, грецькою — Ρωμαϊκή Αυτοκρατορία (Римська автократія, Римське самодержавство). Завоювання і поширення впливу Римської імперії на землі, які розташовані поблизу від Середземного і Чорного морів, вихід до Атлантичного океану і досягнення Британії.
Стародавній Рим характеризується автократичною формою державного правління. В цей час цивілізація Стародавнього Риму досягла свого найбільшого розквіту та домінувала на заході Євразії. Приблизно у той же час найбільшого розквіту досягає і Китайська імперія (династія Хань).
Ще у часи республіки, задовго до проголошення першого імператора, Рим поширював свої володіння за рахунок завоювань. Проте Римська імперія зуміла об'єднати значну територію з багатьма народами, мовами та релігіями не лише як держава, а й як форма суспільства та світова ідея (лат. imperium sine fine — безмежна імперія). Під час правління імператора Траяна внаслідок завоювання Дакії у 117 н. е. під владою Риму перебувала держава з територією 5 900 000 км².
Влада імператора змінила 500-літню владу Римської республіки (509 рік до н. е. — 133 рік до н. е.). Це стало можливим завдяки ослабленню держави внаслідок громадянських війн (133 рік до н. е. — 28 рік до н. е.). Існує декілька пропозицій щодо початку часового відліку імперської доби, зокрема:
- 44 рік до н. е. — призначення Юлія Цезаря довічним диктатором;
- 2 вересня 31 року до н. е.— перемога Октавіана у битві при Акції та кінець громадянських воєн;
- 16 січня 27 року до н. е.— присвоєння Октавіану титулу Авґуст (лат. Augustus) Римським сенатом і, таким чином, становлення першого Римського імператора.

Кінцем імперської доби стародавнього Риму прийнято вважати 4 вересня 476 року, коли Західну Римську імперію завойовують германці.
Вирізняють також два періоди імперської доби: принципат і домінат.
- Принципат (27 рік до н. е. — 283 рік н. е.). Період, коли імператор був першим — принцепсом, принцом, серед рівних йому римських старшин — сенаторів.
- Домінат. (284 рік н. е. — 394 рік н. е.). Період, коли імператор був господарем і богом у Римі, — dominus et deus (господь і бог). Цей період почався правлінням імператора Діоклетіана.
- Перенесення столиці імперії до нового Риму — Константинополя, і розпад її на дві частини — західну і східну.

Костянтин Великий переносить столицю до Константинополя (Царгорода), запроваджує на державному рівні нове віровчення — християнство.
- Онуки Костянтина Великого ділять імперію на три частини, з яких дві потім об'єднуються.
- Занепад західної частини імперії і піднесення східної частини імперії (Візантії) — див. Візантійська імперія.
- Занепад східної частини Римської імперії 1453 року й утворення на її основі Османської імперії (один з титулів османських султанів — імператор римський).

Донині відчувається вплив того часу в культурі, правознавстві, технології, мистецтві, мові, релігії, державному устрої, військовій справі, архітектурі західних цивілізацій.

## Історія

### Римське Царство
Докладніше: Римське Царство
Царський період Стародавнього Риму, Римське царство (лат. Regnum Romanum) — найдавніший період історії Стародавнього Риму, в якому існувала виборна монархія на чолі з римськими царями. Традиційна хронологія — з 753 року до н. е. (заснування Рима) до повалення останнього царя Тарквінія Гордого і встановлення Римської республіки в 509 році до н. е. Історичні джерела про царський період написані вже в епоху Республіки та Римської імперії і значною мірою мають характер легенд.

### Римська республіка
Докладніше: Римська республіка
Респу́бліка — історична епоха Стародавнього Риму, що відрізнялася аристократично-олігархічною формою правління, в якій вища влада головним чином зосереджувалася у сенаті та в руках консулів.
- 340—268 рр. до н. е. — завоювання Італії
- 264—146 рр. до н. е. — Пунічні війни
- 215—168 рр. до н. е. — Македонські війни
- 30-20-х рр. 2 ст. до н. е. — епоха реформ
- 107—100 рр. до н. е. — Марій і Сулла
- 91-83 рр. до н. е. — внутрішні війни
- 83-80 рр. до н. е. — диктатура Сулли
- 58-51 рр. до н. е. — завоювання Галлії Цезарем
- 49 р. до н. е. — диктатура Гая Юлія Цезаря
- 15 березня 44 до н. е. — вбивство Цезаря

### Другий тріумвірат і загибель Республіки
Наступного дня після вбивства Цезаря сенат на засіданні залишив без змін усі його розпорядження, бо вони відповідали інтересам аристократії. Міський плебс, приваблений милостями Цезаря, розгнівано шукав заколотників, яким довелося тікати з Риму. Великого впливу набув вірний помічник Цезаря — Марк Антоній, який тепер став консулом. Зовсім невчасно для Антонія в Римі з'явився Гай Октавіан, юнак із патриціїв, якого Цезар усиновив кілька років тому. Октавіан мав право на свою частку в спадщині Цезаря, але Антоній не зважив на нього, бо сам майже все загарбав. Спалахнула сварка, але необхідність здолати республіканців — убивць Цезаря — змусила Марка Антонія і Гая Октавіана триматися разом.
У 43 р. до н. е. Марк Антоній, Октавіан Август і Марк Емілій Лепід для боротьби за владу з республіканцями утворили новий політичний союз (Другий тріумвірат). Того ж року в битві під Філіппами (Македонія) республіканську армію було розбито, змовники Брут і Кассій загинули.
Несподівано на історичній арені знову з'явився Секст Помпей, який переховувався в піратів після поразки коло Мунда. Він зібрав на Сицилії значну армію й прагнув здобути владу над країнами Середземномор'я.
На Сицилії висадилась армія на чолі з Октавіаном і Лепідом. Секст Помпей зазнав поразки і втік до Малої Азії, де його вбили за наказом Октавіана. Протягом року загинули всі, хто брав участь у заколоті проти Цезаря.
Ставши володарями Рима, тріумвіри розпочали проскрипції проти своїх ворогів, за прикладом колишнього диктатора Сулли. До списків потрапили тільки ватажки заколоту, насправді ж, як і за часів Сулли, було страчено набагато більше. Загинуло 2,5 тис. сенаторів, вершників, державних діячів, багатих людей. Чимало заможних громадян за прихильність до республіканського ладу втратили майно, як, наприклад, славетний римський поет Вергілій.
Невдовзі тріумвірат розпався. Марка Емілія Лепіда усунули від влади. Октавіан і Антоній поділили Римську державу між собою. Октавіан узяв правління в західній провінції, а Антоній обрав східні території, одружився з Клеопатрою, облаштувавшись у Єгипті.
Проте обидва правителі бажали для себе тільки цілковитої влади. Між Антонієм та Октавіаном розпочалася війна. У морській битві біля мису Акція, що на сході Греції, у 31 р. до н. е. Октавіан завдав поразки об'єднаному флотові Антонія та Клеопатри.
Наступного року Октавіан з військами висадився в Єгипті. Антоній почав збирати армію для боротьби, але воїни вже не довіряли йому. Легіони Антонія перейшли на бік Октавіана. Антоній сам заподіяв собі смерть, те ж саме вчинила й Клеопатра, яка не бажала бути бранкою в кайданах у тріумфальній процесії Октавіана.
Єгипет було перетворено на римську провінцію. Октавіан став цілковитим володарем величезної держави, яка охопила своїми кордонами всі береги Середземного моря. Республіканському ладу було покладено край. Настали часи імперії.

Римська імперія в 117 р. н.е за часів Траяна

#### Принципат Октавіана Августа
З правлінням Октавіана громадянські війни припинилися. Сенат, що був захисником Республіки, тепер радісно вітав одноосібного володаря, руйнівника республіканського ладу. Сенатори навперейми дарували Октавіанові почесні звання й титули.
У 29 р. до н. е. Октавіан відсвяткував тріумф за перемогу в Єгипті й отримав від сенату та коміцій почесний титул імператора довічно. Усунувши із сенату прибічників Марка Антонія, він роздав легіонерам землі з конфіскованих маєтків політичних ворогів. У 27 р. до н. е. Октавіан удавано забажав відмовитися від влади. Та сенат догідливо наказав йому залишитися володарем і дарував на все життя титул Августа.Так, з 13 січня 27 р. до н. е. до самої смерті в серпні 14 р. н. є. Октавіан Август правив Римською державою згідно з постановою сенату. Офіційна посада Августа — принцепс сенату — надала назву формі його правління — принципат. Насправді саме Октавіан став першим римським імператором, бо за його правління Римська держава перетворилася на імперію.
Перебуваючи при владі, Октавіан Август прагнув зміцнити рабовласницький лад. Усіх рабів за його наказом було повернено до їхніх господарів. За правом принцепса Август першим висловлював свою думку в сенаті. Призначення на посади залежали від власного розсуду та особистих симпатій принцепса. Головнокомандувач збройних сил Август тримав у руках усю військову й політичну владу в Римі. Октавіан Август дуже боявся повторити долю Юлія Цезаря, тому всіляко маскував своє справжнє становище в державі. Він прагнув не відрізнятися від аристократів одягом, під тогою завжди носив панцир і меч, бо остерігався замаху. Для своєї охорони він створив гвардію імператора — преторіанців.
Щоб дати можливість заробляти плебсу, Август, за прикладом Цезаря, розпочав по всій Італії будівництво шляхів, акведуків. Рим прикрасився новими храмами, базиліками, цирками, він перетворився на справжню столицю великої імперії.
Республіканський устрій, за якого влада належала урядовцям, обраним народом, остаточно зник. Тепер уся влада була надана верховному правителю, який мав титул імператора. Система державного управління була пристосована до величезних територій імперії. Тепер усі посадові особи не обиралися, а призначалися на розсуд імператора. Кількість сенаторів зменшилася з 900 до 600 осіб. Коміціям доводилося лише обговорювати проєкти законів, які пропонував правитель. Провінціями управляли прокуратори, призначені Августом. їм надавалася воєнна й адміністративна влада. У цілому влада Октавіана спиралася на стан вершників — римських багатіїв, становище яких було найшанованішим у державі. Октавіан Август не мав таланту полководця, але міг розпізнати обдарованих людей, якими оточував себе. Тому всі його перемоги на війні були здобуті іншими командирами.
Тепер, ставши імператором, Август воював дуже обережно. Римський історик Светоній свідчив: 
| Він був настільки далекий від прагнення поширювати свою владу чи примножувати воєнну славу, що деяких варварських вождів змушував у храмі Марса Месника присягати на вірність миру, якого вони самі просили. |
Хитрим поводженням Октавіан привабив до себе правителів сусідніх держав. Навіть парфяни на його прохання повернули прапори легіонів Красса, які вони здобули в 53 р. до н. е. Октавіанові вдалося приєднати до Римської держави землі в долині Дунаю, західну частину Піренеїв і землі германців до річки Альби (сучасна Ельба). Він також підкорив Аквітанію (у Галлії), яка від'єдналася після смерті Цезаря. Ним були створені нові провінції, зокрема Паннонія і Далмація.
Окрім перемог, римляни зазнали й кількох поразок. Так, у 6 р. н. е. під час повстання германців був розбитий легат Лолій. У 9 р. н. е., під час підготовки до свят, у Рим надійшла страшна звістка: вождь германського племені Арміній заманив три легіони намісника Квінтилія Вара в Тевтобурзький ліс і знищив їх. Август очікував великої війни, але загони германців, здобувши перемогу, розійшлися по домівках. Галлія залишилася покірною Римові. У цілому ж правління Августа привело до зміцнення рабовласницького ладу.

#### Правління династії Юліїв-Клавдіїв
Октавіан Август, який належав до роду Юліїв (бо його всиновив Юлій Цезар), започаткував династію Юліїв. Після його смерті імператором став Тиберій (14–37 pp.). За його правління відбулось зародження раннього християнства. Надзвичайно жорстокий і мстивий, він усе життя боявся замаху сенаторів. За найменшою підозрою будь-хто, особливо із сенаторів, підлягав знищенню. За таких умов дуже поширилися доноси. Тиберій ухвалив закон Про образу величності', за яким піддавали покаранню кожного, хто зневажливо проказав хоча б слово про імператора. Такі безглузді вчинки Тиберія сильно розхитали його владу. Серед сенаторів дійсно виникла змова, готувався державний заколот, розпочалися бунти легіонів у Германії та Іллірії. Тиберій, ошаленівши від жаху, зосередив у Римі преторіанські когорти, збудував для них табір на околиці міста. Народні збори зовсім не скликав. Відтак Тиберій сховався у своєму маєтку, де згодом і помер.
У 37 р. імператором було проголошено Гая Цезаря, усиновленого Тиберієм. Його батько Германік був військовим начальником, і майбутній імператор усе дитинство провів у таборах поміж солдатами. Легіонери дали йому прізвисько калігула (чобіток).

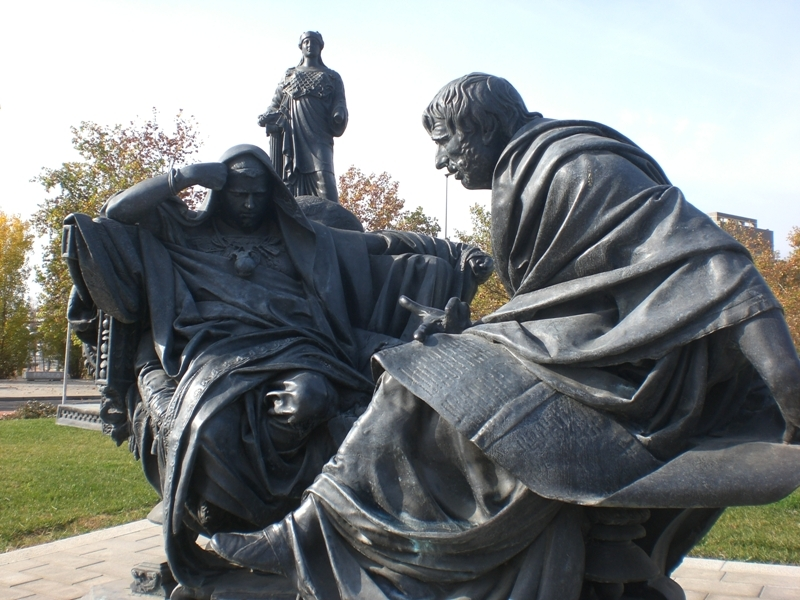
Скульптура Сенека і Нерон у Кордові. Створив Едуардо Баррон

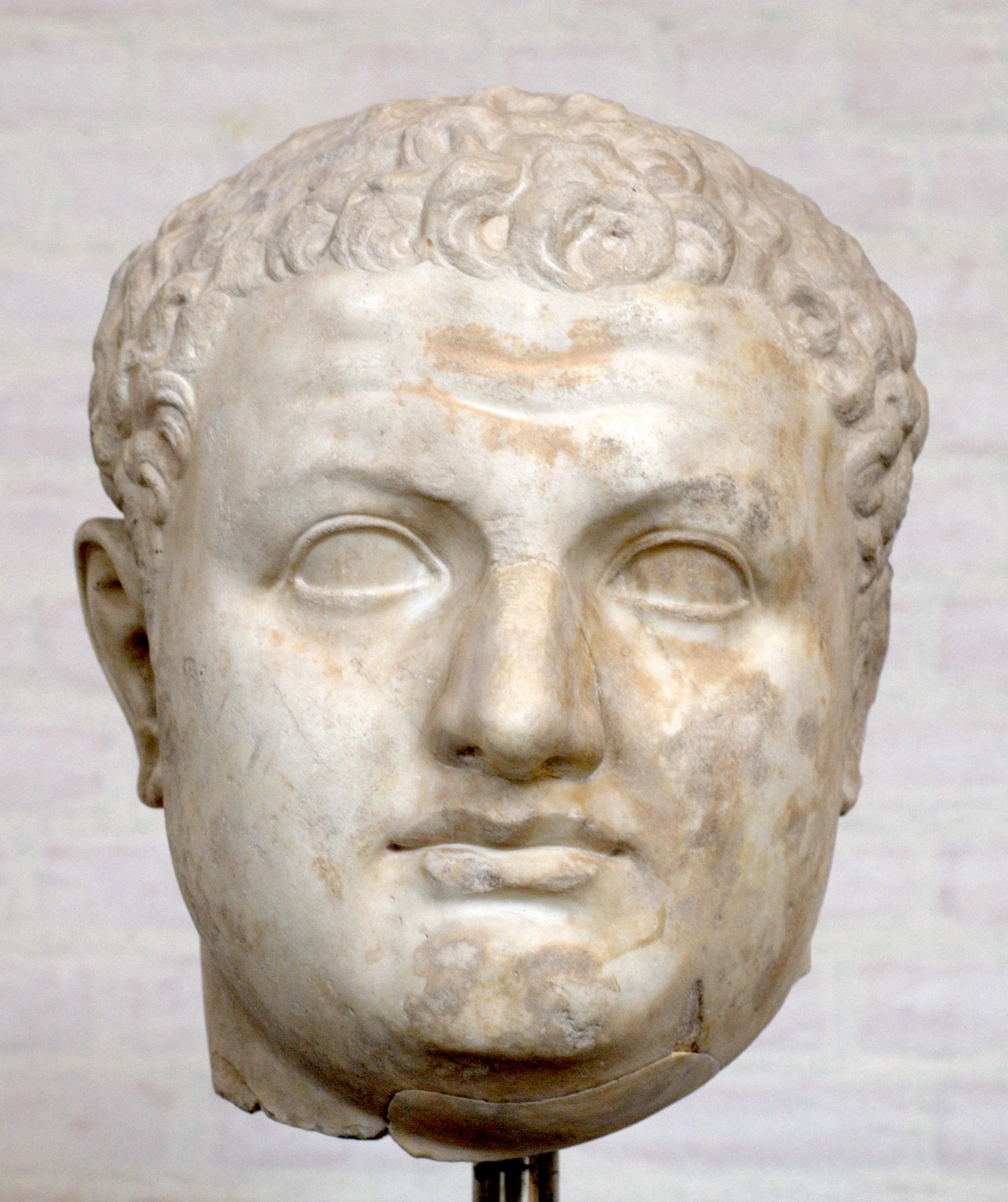
Голова Тіта (Мюнхенська Гліптотека)

Новий імператор правив лише 4 роки (37–41 pp.). Калігула влаштовував нескінченні свята і пригощання для міської бідноти задля її прихильності, іноді перевдягався рабом, тинявся вулицями й пиячив з люмпенами. Він швидко розтринькав гроші, заощаджені Тиберієм. Відчуття необмеженої влади довело його майже до божевілля. Себе ж він вважав земним божеством і вимагав від усіх відповідного ставлення.
Завдяки вилученню розкішних маєтків римської знаті, Калігула прагнув відновити спустошену державну скарбницю. Аристократів і багатіїв піддавали страті за найменшим приводом, а їхнє майно потрапляло до рук імператора. Так не могло тривати довго — сенатори й офіцери вчинили заколот. Імператора було вбито в його палаці.
Преторіанці, які нишпорили, шукаючи вбивць імператора, в одній з кімнат під ліжком знайшли переляканого Клавдія, який був родичем Октавіана Августа. Як єдиного нащадка імператорського роду його проголосили імператором.
За часи правління Клавдія (41–54 pp.) система влади й управління значно зміцніла. Імператорська влада жорстоко придушувала найменші спроби відновити республіканський лад.

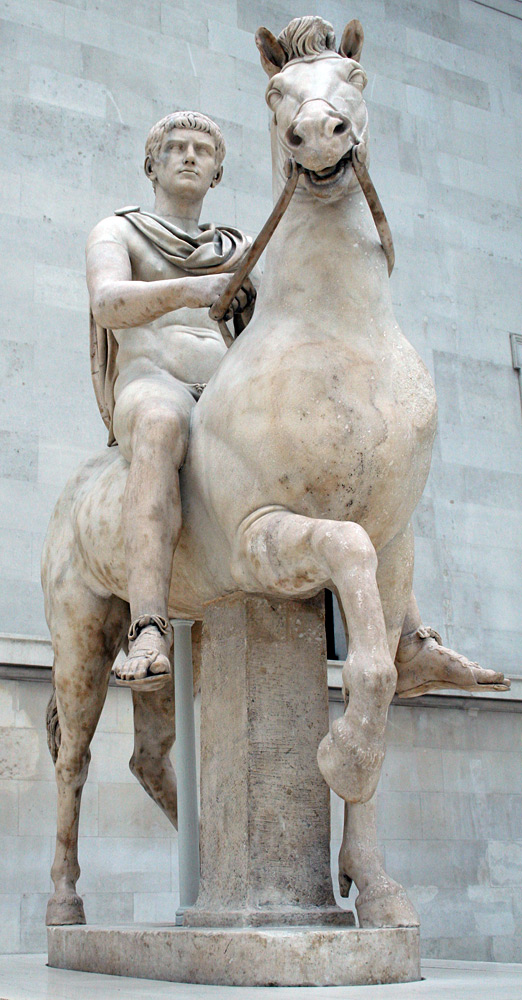
Вважається, що ця статуя належала представнику династії Юліїв—Клавідїв

Розлючені сенатори не бажали миритися зі свавіллям і жорстокістю Клавдія. Вони вже не прагнули відновити республіканський лад, а мріяли тільки про заміну Клавдія новим імператором.
Клавдія було отруєно, а імператором став усиновлений ним 17-річний Нерон (54–68 pp.). Розбещений, вередливий юнак більше цікавився поезією та акторською грою. Державними справами замість нього переймалися його мати Агріппіна Молодша, вихователь і філософ Сенека й Секст Афраній Бурр — командир преторіанців. Вони сподівалися, що Нерон буде слухняним знаряддям їхньої волі. Певний час так і було. Та поступово опікуни Нерона в боротьбі за владу знищили один одного. У 58 р. було вбито Агріппіну, у 62 р. — Афранія Бурра.
У 64 р. у Римі сталася пожежа, яка тривала 6 днів. Половина міста згоріла дотла. По Риму поповзли чутки, нібито місто було підпалено за наказом Нерона, який хотів помилуватися видовищем. Щоб чутки вщухли, імператор піддав тортурам і стратам іноземців, шанувальників східних релігій, у тому числі й перших християн. В цей час призначений Нероном правитель Юдеї спровокував повстання.
У 68 р. проти Нерона спалахнуло повстання. Нерон змушений був тікати. Залишений усіма, він укоротив собі віку наказавши рабові вбити себе, і, вмираючи, Нерон вигукнув: Який великий актор умирає!. На цьому завершилося правління династії Юліїв-Клавдіїв.

#### Династія Флавіїв
Повсталі проголосили імператором Сервія Сульпіція Ґальбу — представника давньої римської знаті. Новий імператор уступив у Рим і відразу ж почав знищувати прибічників Нерона, відбирати дарунки, надані солдатам. Невдовзі він розчарував своїх прихильників, і в 69 р. його було вбито. Отон, який очолював змову, пробув імператором лише кілька місяців. Його легіони були розбиті легатом Германії Авлом Вітеллієм. Той, у свою чергу, утримався при владі менше року.
Його місце посів Флавій Веспасіан (69–79 pp.). За його тривалого правління було придушене повстання євреїв, яке закінчилось зруйнуванням Єрусалимського Храму. Імператор налагодив відносини і зі своїм сенатом, і з сусідніми народами. При ньому розпочинається будівництво амфітеатру Колізей. 
Його син — Тит Флавій (79–81 pp.) продовжував політику батька, укріплюючи римську владу в провінціях. Правління Флавія позначилося значним будівництвом у римській столиці. У серпні 79 р. в Італії сталося страшенне стихійне лихо — виверження вулкана Везувія, від якого загинуло кілька квітучих італійських міст (Помпеї, Геркуланум, Стабії). Під час археологічних розкопок, які проводились у XX ст., Помпеї було звільнено з-під великого нашарування попелу й постали перед очима наших сучасників майже в неушкодженому вигляді.
На імператорському троні Тита змінив його брат — Доміціан (81–96 pp.), якого посадили на трон преторіанці. Протягом усього правління Доміціан спирався тільки на підтримку своєї гвардії. Із сенатом у нього були напружені відносини, усе життя Доміціан боявся заколотів і повстань. Боротьба із сенатом за владу маскувалася святкуваннями в цирках, роздачами дарунків міській бідноті та преторіанцям. Великі витрати спустошили державну скарбницю. Авторитет імператора похитнувся через численні воєнні невдачі. У 96 р. унаслідок сенаторської змови Доміціана вбили. З його смертю припинилася династія Флавіїв.
На початку нашої ери розпочався занепад рабовласницького ладу. Використання праці рабів гальмувало розвиток техніки та господарства, що перешкоджало зростанню продуктивності праці. Раби не були зацікавлені в результатах своєї праці. Усе, що вони виробляли, належало господарю. Тому раби прагнули завдати збитку господарству пана: потайки псували знаряддя праці й вироби, калічили робочу худобу тощо. Для контролю за ними були потрібні численні наглядачі, не залучені до виробничої праці, на їхнє утримання також витрачалися кошти. Праця рабів ставала невигідною. У пошуках виходу рабовласники прагнули економічно зацікавити рабів. Дехто з них надавав рабам землю, залишаючи їм певну частку виробленого продукту. Раби могли збудувати собі житло й вести господарство для власних потреб. їх називали рабами з хатинками. У провінціях найманих робітників перетворювали на колонів. Іноді раби, які накопичили гроші у власному господарстві, могли купити собі волю. Тоді вони ставали вільними селянами або йшли в місто, щоб жити з ремесла чи торгівлі.

#### Антоніни

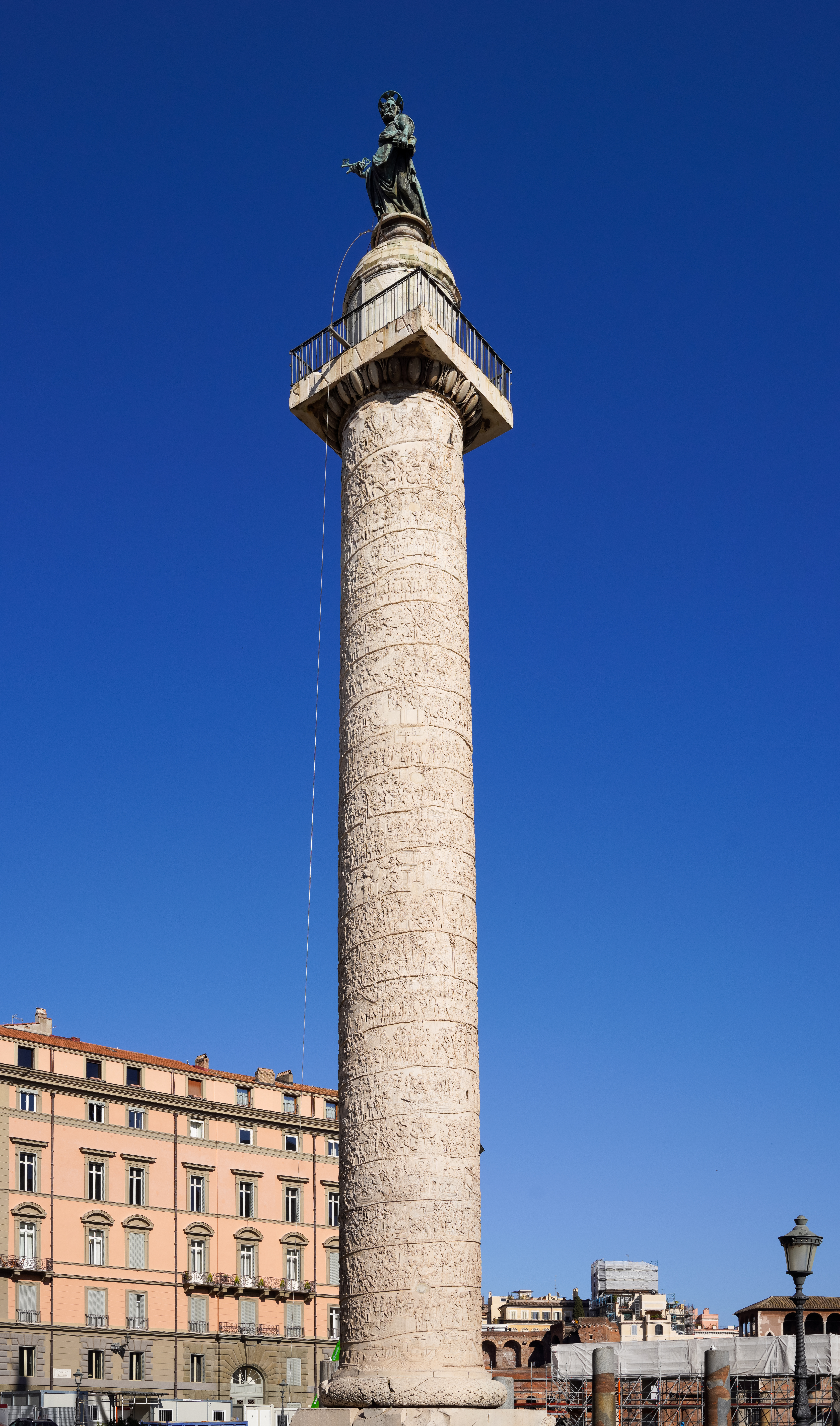
Колона Траяна на Форумі Траяна у Римі

У 96 р. унаслідок сенаторської змови імператора Доміціана вбили. З його смертю припинилася династія Флавіїв. На історичну арену імперії виходить нова династія римських імператорів — Антоніни. Метою усунення Доміціана було покликання до влади не генерала, а людину з-поміж сенату — Нерви (96 — 98), який пізніше усиновив Ульпія Траяна (98 — 117) та дав Риму одного з найкращих його імператорів. Траян був родом з Іспанії. Його сходження до влади є знаменною ознакою соціального процесу, що відбувався в імперії. Після панування двох патриціанських родів, Юліїв і Клавдіїв, на римському престолі з'являється плебей Ґальба, потім імператори з муніципій Італії і нарешті, провінціал з Іспанії. Траян відкриває собою ряд імператорів, які зробили друге століття найкращою епохою імперії: всі вони — Адріан (117—138), Антонін Пій (138—161), Марк Аврелій (161—180) — провінційного походження (іспанці, крім Антоніна, що був родом з південної Галлії). Такий вибір найкращих проходив завдяки усиновленню їхнім попередником. Траян прославився як полководець і імперія досягла при ньому найбільшого обсягу.
Він розширив межі імперії на північ, де була завойована і колонізовані Дакія, від Карпат, в тому числі сучасна Закарпатська область України, до Дністра і на схід, де було утворено чотири провінції: Вірменія (мала — верхів'я Євфрату), Месопотамія (пониззя Євфрату), Ассирія (область Тигра) та Аравія (на південь від Палестини). Це було зроблено не стільки з завойовницькою метою, скільки для того, щоб відсунути від імперії варварські племена та кочівників пустелі, що загрожували їй постійним вторгненням. Це видно з ретельної турботи, з якою Траян і його наступник Адріан для зміцнення кордонів насипали величезні вали, з кам'яними бастіонами і вежами, залишки яких збереглися до наших днів — в Англії, у Молдові (Траянів вал), Лімес (від Рейну (біля Нассау) через Майн і південну Німеччину до Дунаю).
Миролюбний Адріан зайнявся реформами в адміністрації і в галузі права. Як і Октавіан Август, Адріан провів багато років у відвідуванні провінцій. Він навіть взяв на себе посаду архонта в Афінах і особисто склав для них проєкт міського управління. Як Адріан своїми фінансовими реформами заслужив прізвисько «збагачувача світу», так його наступник Антоній був прозваний «батьком роду людського», за його піклування про провінції, які зазнали лиха. При його правлінні відбулось повстання в Юдеї.
Найвище місце в ряду Цезарів заслужив Марк Аврелій, прозваний філософом. Про нього ми можемо судити не лише за епітетів — ми знаємо і його думки і плани на його власному викладі. Яким великим був прогрес політичної думки, ясніше всього свідчать його знаменні слова, «Я носив у своїй душі образ вільної держави, в якому все управляється на підставі однакових для всіх законів і рівного для всіх права». Але і цьому «філософу на троні» довелося випробувати на собі, що влада римського імператора — особиста військова диктатура. Він багато років повинен був провести в оборонній війні на Дунаї, де він і помер. Після чотирьох імператорів, що прийшли до влади у зрілому віці, престол знову дістався, за правом спадщини, юнакові, і знову недостойному. Надавши управління державою улюбленцям, Коммод (180—193), подібно до Нерона, прагнув лаврів не на полі битви, а в цирку та амфітеатрі. Однак смаки його були не артистичні, як у Нерона, а гладіаторські. Він загинув від руки заколотників — його конкубіни Марції та атлета Нарціса. З ним і закінчує своє існування династія Антонінів.

### Кризові явища в Римській імперії
Основою економіки Римської імперії була рабська праця. У IІ–III ст. в Римській державі розпочався глибокий занепад, остаточно загальмувався розвиток техніки і господарства.
Раби не могли забезпечити подальшого зростання продуктивності праці. Єдиним засобом порятунку за таких умов було використання у виробництві праці вільних найманих робітників і середніх землевласників. Однак більшість із них розорилася й втратила землю, перетворившись на люмпен-пролетаріат. Держава утримувала велику кількість цих нероб, їм щодня роздавали продукти, вироблені працею рабів. Економічне становище імперії різко погіршувалося, але міський плебс це не обходило. Вони бажали тільки «хліба та видовищ». У III ст. Римську державу охопила глибока економічна криза.
Колонами в Римській державі ставали вільні селяни й робітники, які брали в оренду частину землі у великих рабовласницьких маєтках. Дуже швидко вони заплутувались у боргах і ставали залежними від власників землі. Криза III ст. дуже болісно відбилася на їхніх господарствах. Колони втрачали право переселятися в інші місця й ставали додатком до маєтку, частиною робочої сили на землях рабовласників. У надрах рабовласницького ладу поступово формувались елементи нових феодальних відносин.

#### Солдатськітасенатськіімператори

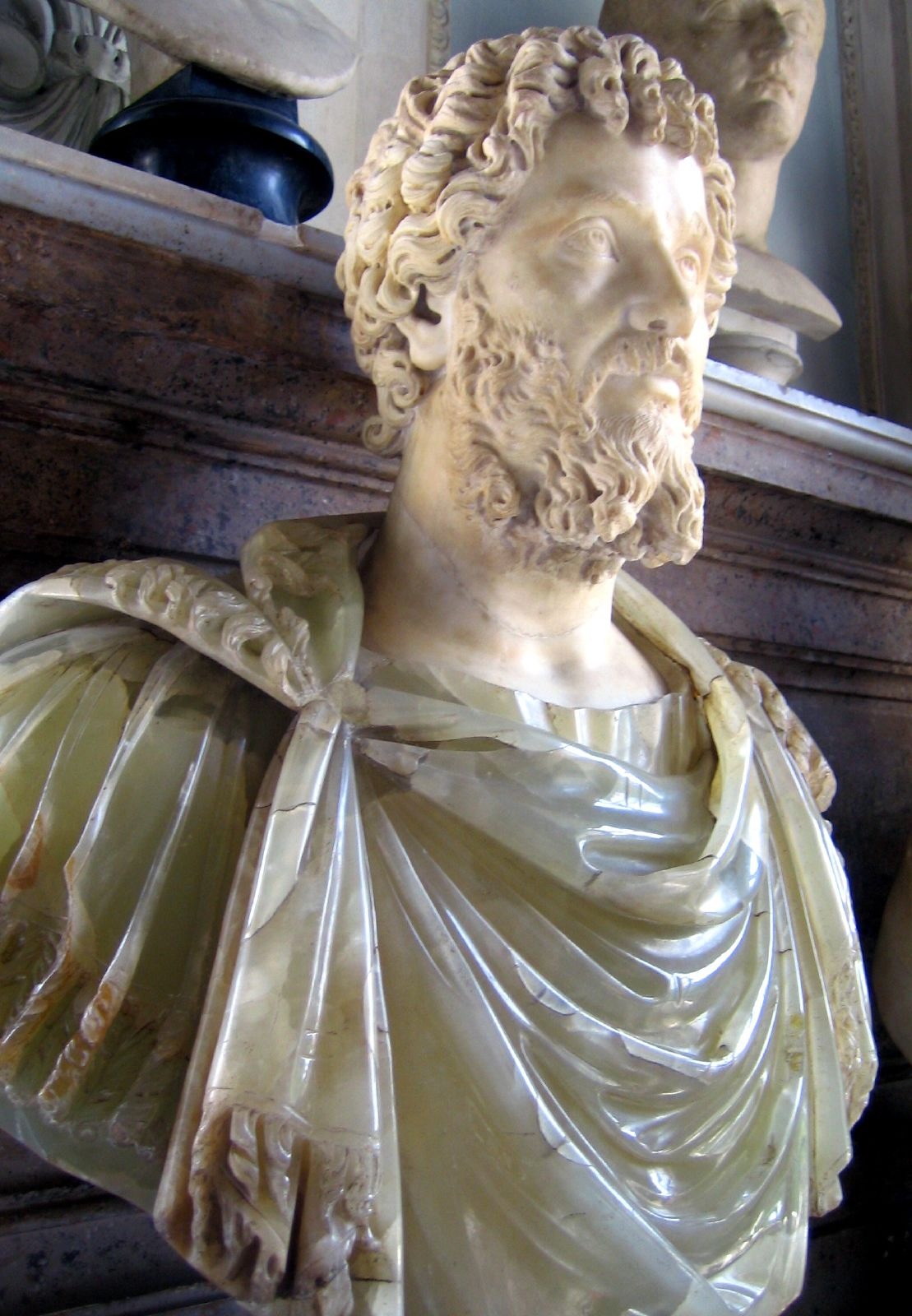
Септимій Север

Зазвичай імператорів у Римі проголошував сенат (сенатські імператори). Унаслідок економічної кризи влада імператорів значно послабилася, змови та державні заколоти стали звичною справою. Після вбивства Коммода в Римі було одночасно проголошено кілька його наступників. У самому Римі це був Пертінакс, а потім Дідій Юліан; стати імператором також забажав командир сирійських легіонів Нігер, у Британії на цей титул зазіхав Клодій Альбін.
Дунайська армія проголосила імператором свого командира — Септимія Севера. Саме він захопив урешті-решт владу в Римі й правив 18 років (193—211 pp.). Вдячний імператор щедро обдарував своїх солдатів, що посадили його на трон. Він також розформував преторіанські когорти, бо саме вони становили найбільшу загрозу для імператорської влади, більшість імператорів було проголошено та усунуто від влади саме за їхньою участю.
Септимій Север приділяв значну увагу зміцненню кордонів і впорядкуванню фінансових справ. Перед смертю він заповідав синам:

| Дружіть між собою. Збагачуйте солдатів і не звертайте увагу на інших.[7] |
Його наступниками стали два сини — Аврелій Антонін на прізвисько Каракалла і Гета. Убивши брата, Каракалла захопив владу, винищив політичних суперників і ворогів, а потім вирушив із військами на дунайський кордон, готуючись до нових завоювань. Більшу частину свого правління він провів у війнах на східних територіях. Підготовка до походу на парфян була перервана у 217 р. раптовим убивством імператора командиром імператорської варти Марком Макріном. Він і став наступним правителем, який започаткував низку солдатських імператорів (тобто поставлених при владі своїми легіонами).

#### Вторгнення варварів

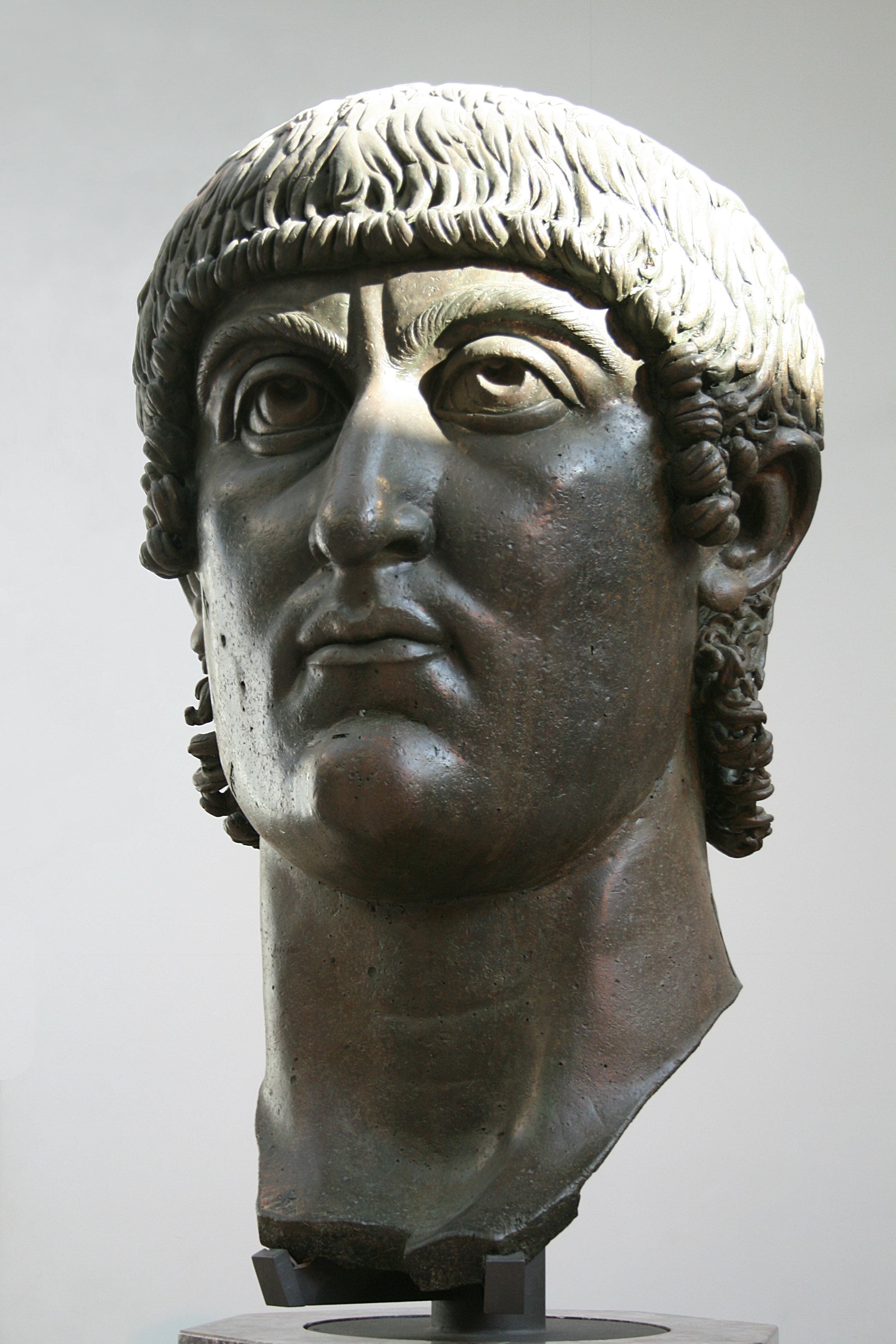
Бронзова голова Костянтина від колосальної статуї 4-го ст. Капітолійські музеї

Через економічну кризу значно послабилася воєнна могутність імперії, особливо захист кордонів. Відчувши це, численні племена варварів почали активно нападати на римські землі з метою загарбання території та здобичі. На імперію зі сходу та півночі посунули германці, сармати, готи. З півдня — перси. Римська імперія опинилася в оточенні. Могутня колись держава змушена була тепер перейти до оборони. Але сил не вистачало, іноді імператори відкуповувалися від непроханих гостей золотом і коштовними дарунками.
У IV ст. Римська імперія остаточно перейшла до оборони. Збираючи рештки військових сил, вона з напруженням утримувала території, поступово втрачаючи свої завоювання. Водночас у Римі тривала боротьба за владу.

### Реформи Діоклетіана і Костянтина

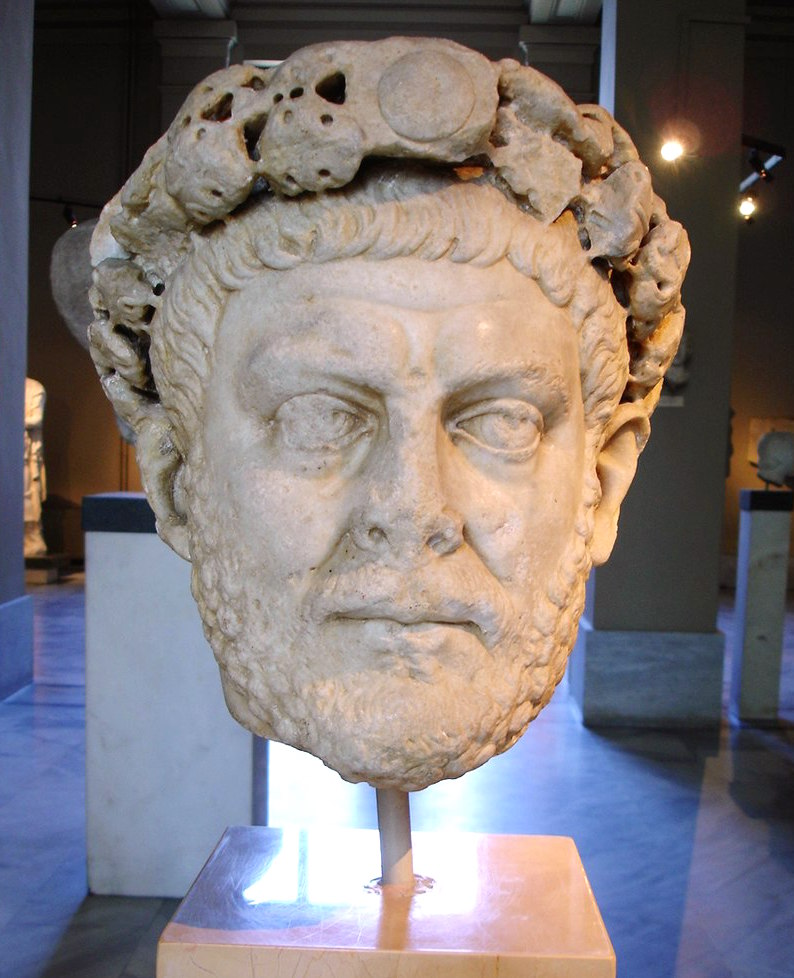
Діоклетіан. Музей археології в Стамбулі.

Володарювання солдатських імператорів супроводжувалося численними вбивствами римської знаті, особливо сенаторів. Пограбування, заворушення, невдалі завоювання дедалі більше розхитували імператорську владу. Зупинити подальший процес розвалу імперії зміг тільки Діоклетіан (284—305 pp.). який ціною надзвичайної жорстокості закріпився при владі. Йому довелося здійснити кілька реформ, які значно посилили владу імператора. Усю імперію було поділено на 12 областей, керованих окремими управителями. Упорядкувавши фінансові справи, він домігся зниження цін. Трохи налагодилися справи в армії. Діоклетіан поновив переслідування християн. Усе в державі було цілковито підпорядковано владі імператора, яка ґрунтувалася на силі армії та повній покорі підданих. Така особлива форма управління дістала назву домінат.
Сам Діоклетіан більшу частину правління провів у своєму палаці-фортеці в Іллірії (на північному заході Балкан). За деякими даними, він сам укоротив собі віку.
Наступник Діоклетіана Костянтин Великий прийшов до влади в 306 р. Він був дуже популярний серед солдатів, бо з юнацького віку жив у таборах, серед воїнів. Проголошений імператором, Костянтин розпочав завоювання, яких очікували від нього солдати.
Унаслідок грошової реформи випустили нову золоту монету солід. Фінансова система держави значно поліпшилася, це сприяло пожвавленню торгівлі та загальному зміцненню економіки. Костянтин не мав постійного місця перебування. До Рима він потрапляв рідко. Столиця втратила своє значення як центр політичного життя. Основну увагу імператор приділив східним територіям, які менше постраждали від набігів варварів, мали стійкіше господарство.
Новою столицею держави Костянтин обрав грецьке місто Візантій, розташоване на європейському березі Боспора Фракійського. Зручне місце на перехресті торгових шляхів з Європи до Азії та з Чорного моря в Середземне сприяло швидкому розвитку міста.
За короткий строк грецький Візантій перебудували, перетворивши на квітуче місто, яке назвали по-новому — Константинополь, на честь засновника. У 313 р. відбулось урочисте освячення міста й проголошення його столицею. Тут майже не залишилося старих римських традицій, що сприяло подальшому посиленню домінату. Наприкінці життя, у 330 p., Костянтин прийняв християнство. Тепер система домінату зміцнилася й остаточно сформувалася. Значну підтримку їй надавала християнська церква. Система домінату відіграла велику роль у посиленні імператорської влади та захисті імперії від зовнішніх ворогів.

### Римська імперія в IVст.
Величезні території, які входили до Римської імперії, дедалі важче піддавались управлінню та захисту. Імператорська влада змушена була піти на поділ держави. У 395 р. після правління імператора Феодосія держава була поділена між його синами: одинадцятирічний Гонорій став правителем західних земель, а вісімнадцятирічний Аркадій очолив східну територію.
У середні віки за першою назвою своєї столиці вона дістала назву Візантія.

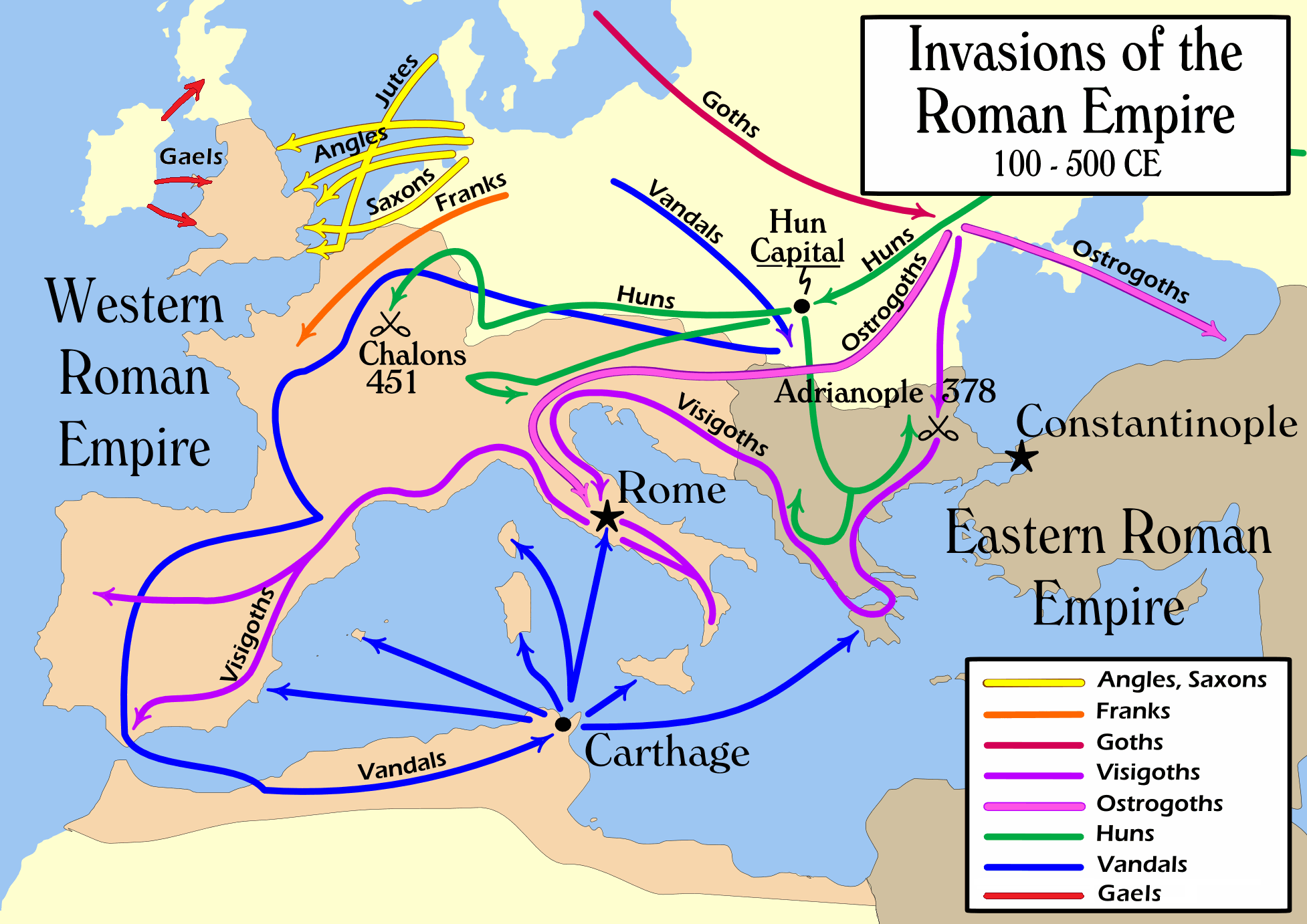
Навала варварів.

#### Варвари і Рим
Найнебезпечнішими ворогами Римської імперії в І ст. н. е. були племена варварів. Значною силою та могутністю серед них виокремлювалися готи, які поділялися на остготів і вестготів. Вони завдавали відчутних ударів Римській імперії. Для стримування варварської навали імперія змушена була утримувати величезну армію — близько 140 тис. прикордонних військ і 125 тис. польової армії, що, безумовно, впливало на оборонну здатність імперії.
На початку IV ст. сталося зрушення з місця величезних мас варварських народів, які перебували на ранньому, первісному ступені розвитку. Залишаючи обжиті місця, де вони оселилися тисячі років тому, племена, згуртовані в родові об'єднання, переселялися на інші землі, часом на значну відстань. Історики називають це Великим переселенням народів. З глибини степів Середньої Азії на захід, на територію Європи, посунули племена гунів. Вони пішли в степи, що на північ від Чорного моря, і зрушили з місця сарматів та остготів, які подались своєю чергою на землю вестготів. Вестготи під тиском сусідів зі сходу почали шукати притулку на території Римської імперії. На їхнє прохання імператорська влада дозволила перейти східні кордони держави й оселитися на її землях. Сталося так, що численні римські чиновники, розбещені хабарями та розкраданням державного майна, привласнили те, що мало належати вестготам, вони наживалися шляхом обдурювання простодушних варварів. Серед переселенців почався голод. Дехто з них змушений був продавати в рабство своїх родичів і себе. Таке становище, урешті, призвело до вибуху повстання серед вестготів, яких охоче підтримали інші варвари, а також численні раби і колони, яким було за що ненавидіти римську владу. На придушення повстання рушили легіони на чолі з імператором Валентом.
У 378 р. відбулася велика битва при Адріанополі. Римські легіони на той час значною мірою втратили колишню силу й могутність, тепер вони вже були схожі більше на варварські натовпи, ніж на славетні залізні війська часів Юлія Цезаря. 9 серпня 378 р. велика римська армія зазнала цілковитої поразки. Імператор Валент загинув на полі бою в рядах легіонів Маттіаріїв та Ланциаріїв. Вестготи пересунулися на Балканський півострів і там самочинно розселилися. На Рим вони так і не пішли. Поки що в цьому не було потреби.

#### Захоплення Риму варварами

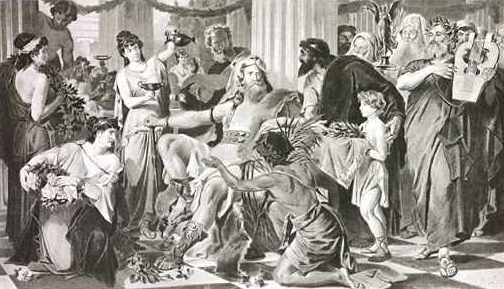
Фотогравюра 1894 Аларіха I з картини Людвига Тірша.

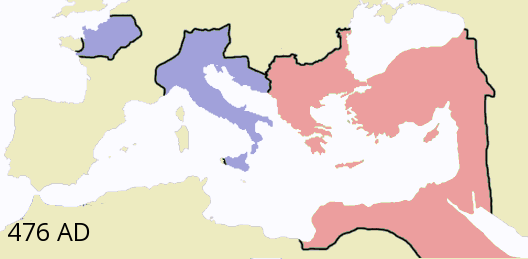
Східна і Західна Римська імперія перед 476 р. н. е.

Прийшли часи, коли варвари поступово перетворилися на господарів Римської імперії. У 401 р. племена вестготів на чолі з Аларіхом напали на Італію. До варварів пристали десятки тисяч рабів і колонів. Поступово заволодівши північними територіями Італії, вестготи зламали опір римської армії, підійшли до Рима й узяли його в облогу. Столиця імперії мала сильні укріплення, але вони не стали їй у пригоді. Одного разу вночі раби відчинили міську браму, і готи ввірвалися на вулиці Рима. Сталося це в 410 р. З часів галльської навали на чолі з Бреном місто Рим було вперше захоплене ворожою армією. Готи піддали столицю імперії варварському знищенню. Ця подія справила жахливе враження на всіх свідків. Місто, що було володарем половини світу, тепер стало здобиччю дикунських племен. Через кілька днів Аларіх подався на південь, але на десятий день після виходу з Рима раптово помер. Готи поховали свого вождя разом з усіма скарбами на дні однієї з італійських річок. Місце його поховання та перебування величезних скарбів імператорського Рима й досі залишається невідомим.
У 440-х роках за часів правління Аттіли (434—453 pp.) сталося різке посилення племен гунів. Скориставшись із послаблення Візантії та Західної Римської імперії, гуни напали на їхні території. Візантійцям удалося відкупитися золотом і спрямувати ворожу силу в напрямку до сусідньої Західної Римської імперії. Для відсічі гунам римляни уклали союз із місцевими варварами — франками, аланами, бургундами, вестготами. На чолі об'єднаного війська було поставлено полководця Флавія Аеція. У попередні роки Аецій охоче набирав гунів до своїх легіонів і мав з ними добрі стосунки. Тепер їм довелося зустрітися на полі бою. У червні 451 р. між римлянами та гунами відбулася грандіозна битва на Каталаунських полях (біля міста Труа). За свідченням готського історика Йордана, з обох сторін у битві брали участь понад 165 тис. воїнів (за іншими відомостями — близько 300 тис.). У цій битві гуни зазнали поразки. Їхнє величезне, але нетривке державне утворення почало розпадатися, а по смерті Аттіли в 453 р. остаточно розвалилося. Після зникнення загрози з боку гунів одночасно розпався і союз Римської держави з варварами.
Вестготи поновили свої завоювання в Південній Галлії та Іспанії.

#### Аттіла в пам'яті стародавніх народів
Аттіла — цар гунів, прийшов до влади (434 p.), убивши свого двоюрідного брата та інших родичів. Йому підкорилися не тільки всі гуни, а й чимало германських племен.
Цар гунів залишився в пам'яті римлян кровожерним, жорстоким варваром, якого послало небо покарати грішних, розбещених володарів, — справжня кара Божа. Римляни вірили, що тільки Боже диво врятувало християн. Так, в одній з легенд ідеться про те, що папа Лев І у 452 р. виїхав назустріч Аттілі озброєний тільки одним хрестом і переконав жорстокого завойовника відмовитися від наміру захопити й пограбувати Рим.
У германських же народних сказаннях Аттіла постає зовсім іншим — справедливим і добрим королем, а Пісня про Нібелунгів навіть оспівує його як шляхетного короля Етцеля.

#### Утворення варварських королівств на території імперії

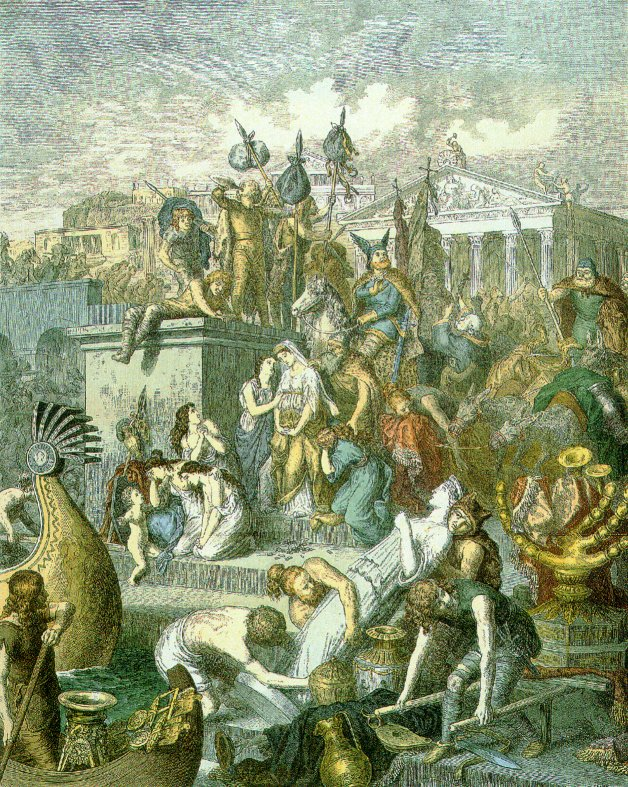
Розграбування Риму — Гравюра Хайнріха Лейтеманна (Heinrich Leutemann 1824—1904)

Після вторгнення на територію Римської імперії варвари, як правило, утворювали на ній свої держави. По смерті Аларіха вождем готів став його племінник Атаульф, який продовжив просування готів римською територією. Римські імператори змушені були примиритися з існуванням самостійних варварських держав на їхніх теренах.
Вандали захопили значну частину Африканського узбережжя. У 418 р. в Аквітанії утворилося перше варварське королівство вестготів; у 429 р. в Африці на чолі з королем Гейзеріхом — королівство вандалів. У 443 р. на південному сході Галлії сформувалося королівство бургундів. На півдні Британії вже існувало королівство англосаксів.
Певний час зберігалась ілюзія залежності цих нових королівств від римських імператорів, але насправді варварські королі виконували імператорські накази лише тоді, коли це збігалося з їхніми інтересами. До 450 р. римляни зберігали імперію, у якій варварські королівства були її складовими.

#### Захоплення Рима вандалами
Після подолання загрози з боку гунів римляни відчули певне полегшення. Але незабаром з Північної Африки на Італію насунула нова загроза у вигляді племен вандалів. У 455 р. вони без зусиль заволоділи Римом, який нікому було захищати. Протягом 14 днів вандали грабували місто. Вони не залишили в старовинних палацах ані золота, ані срібла, ані навіть міді. Усе, що не змогли взяти із собою, знищили. З того часу поняття вандалізм означає жорстоке, безцільне винищення культурних цінностей.

### Занепад Західної Римської імперії

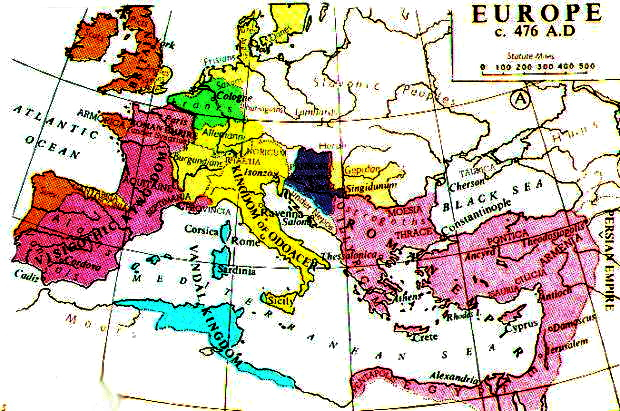
Європа у 476 р. н. е. з Muir's Historical Atlas (1911).

Імператор Майоріан (457—461 pp.) зробив останню спробу зміцнити імперію. Імператор намагався впорядкувати збирання податків, покращити життя середніх землевласників, відновити покинуті міста. Щоб полегшити фінансові справи в провінціях, Майоріан намагався скасувати їхні борги. За його правління дещо зміцнилося становище римлян у Галлії та Іспанії. Міць імперії почала відроджуватися. Однак у цьому не була зацікавлена ані римська знать, ані варварські королі, яким заважала сильна влада.
Майоріана було вбито, разом з ним була втрачена остання надія римлян на відновлення імперії. Почалася низка швидких змін імператорів на троні, влада яких поступово втрачала навіть зовнішні ознаки. Імператори стали цілком залежними від волі варварських вождів, яким довіряли командування імператорською вартою. У 476 р. германський вождь, командир гвардії Одоакр, усунув від влади 16-річного імператора Ромула Августула, відіславши його до свого маєтку. Іронія долі полягала в тому, що останній імператор мав ім'я колишнього засновника міста Рима й першого царя Римської держави — Ромула. З поваленням останнього імператора зникло саме поняття — Західна Римська імперія. Корону та пурпурну мантію імператора відправили до Константинополя на знак того, що в Римі імператора більше немає.
В Італії було утворено нове королівство — держава Одоакра. Напівпорожня й напівзруйнована столиця половини світу байдуже та незворушно поставилася до величезної історичної події — занепаду Західної Римської імперії, якою завершився найдовший відрізок історії людства — історія Стародавнього світу.

#### Наслідки
Зміна суспільно-економічних основ давнього світу засадами середньовіччя всебічно вплинула на стан і організаційні форми виробництва, що особливим чином позначилося, зокрема, на гірництві та видобуванні металів. Довготривала боротьба і одночасно взаємозалежність колишніх римського і варварського світів набули особливої гостроти у III—IV ст. нашої ери. Вирішальне значення при цьому мали три великі історичні процеси:
- — невпинне прагнення на захід нових народів, що мігрували з Азії до Європи;
- — поглиблення розколу між західною та східною частинами Римської Імперії;
- — поширення християнства на теренах римського світу та за його межами.

Картина доповнювалась кричущими соціальними негараздами та владними суперечностями Риму на тлі імперської мілітаризації суспільних відносин. Як пише Сальвіан Марсельський, «чимало римлян доброго роду і освіти знаходили притулок серед готів і франків, шукаючи римської людяності серед варварів, бо вже не могли терпіти варварської нелюдськості серед римлян».
Християнство, яке відкрило нову еру розвитку цивілізації, докорінно змінило світогляд давнього язичницького світу й сприяло глибоким соціальним перетворенням, що скасували рабовласницьку систему як неприпустиму в середовищі християн. 313 р. за Міланським Едиктом імператора Костянтина Великого християнське віровчення дістало дозвіл на вільний розвиток, а трохи пізніше стало офіційною релігією Римської Імперії, що своєю чергою слугувало однією з причин краху її рабовласницького устрою. Всебічна військово-політична поразка західної частини Імперії й Велике переселення народів на її територію позначилися майже на всіх засадах духовного, суспільного та матеріального життя. «Світ увесь перечистився наново поколіннями свіжих народів Європи, формування яких почалося вже на християнському ґрунті».
Епоха глобальної перебудови Західного Світу викликала затяжний економічний спад. Обсяги видобутку руд і виплавки металів значно скоротилися, багато центрів розробки руд були покинуті та забуті. Серед головних причин цього становища слід виділити кілька важливих факторів:
- — неможливість застосовувати в рудниках масовий рабський труд за відсутності інших організаційних можливостей;
- — витиснення або знищення через нашестя нових племен справжніх носіїв гірничих умінь і традицій (втрата знань);
- — суттєве зменшення самої потреби коштовних металів, тобто зміни в структурі цінностей і орієнтирів людей.

Останній фактор був особливо вагомий. Слід відзначити, що більша частина Римської Імперії була зайнята племенами кельтів, германців, слов'ян, які не мали культу «золотого тельця» й тривалий час відносили благородні метали до складу звичайних корисних матеріалів. Кельти в Галії виковували зі сплавів золота лати й прикрашали ним зброю. Германці до знайомства з римлянами взагалі не видобували ні золота, ні срібла (тільки залізо). Тацит був шокований зневажливим ставленням германців до коштовних металів: «Можна побачити, що срібні посудини, які були подаровані посланцям і князям, використовують тут як звичайний посуд із глини». Хоча такі «варварські» погляди існували лише обмежений час, все ж провідники раннього середньовіччя вже не мали нічого спільного з непомірною розкішшю і марнотратством римської знаті. Занепад імперії зумовив «відмирання» золотих грошей, а за сировину для обігу срібла (копії римських монет) правили здебільшого переплавлені предмети розкоші.
Значний вплив християнської церкви також стримував «ярмарок марнославства» в середовищі провідної верстви. Християнська проповідь поєднувалась із церковною забороною лихварської діяльності й створенням системи монастирського товарного господарства, що протягом кількох сторіч жорстко стримувало владу грошей і значне зростання грошової маси. Усе це сприяло тому, що на території Європи часів раннього середньовіччя розробки коштовних металів майже припинилися, а окремі випадки їхнього видобутку (наприклад, освоєння золотих розсипів на берегах Рейну та на землях Чехії) мали локальний, короткочасний характер. Основні гірничо-металургійні центри формувалися в цей період у країнах ісламу.

### Східна Римська імперія - Візантія

Візантійська імперія у період розквіту близько 550

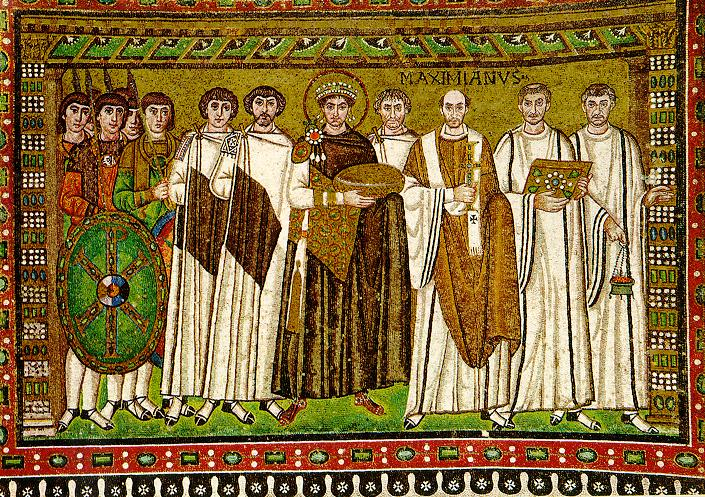
Імп. Юстиніан І і Велізарій (зліва). Мозаїка. Равенна, церква Св. Віталія

Назву Візантійська імперія держава одержала в працях істориків уже після свого занепаду, вперше від німецького вченого Ієроніма Вольфа в 1557. Назва походить від середньовічної назви Візантій, якою позначали поселення, яке існувало на місці сучасного Стамбула (Царгорода, Константинополя) до розбудови його Костянтином Великим.
Жителі імперії, серед яких були предки сучасних греків, південних слов'ян, румунів, молдаван, італійців, французів, іспанців, турків, арабів, вірмен та багатьох інших сучасних народів, називали себе ромеями або римлянами. Саму ж імперію вони іноді називали просто «Романія», але нерідко іменували її — держава ромеїв. Столиця — Константинополь (античний Візантій, слов'янський Царгород, тепер Стамбул).
Як спадкоємиця Римської імперії Візантійська держава не лише успадкувала його найбагатші провінції та зберігала культурні надбання, тож довгий час являла собою духовний, культурний, економічний і політичний центр Середземномор'я. Її столиця — Константинополь (стародавній Візантій) в документах тих часів називався Рим. Її правителі в часи найбільшої могутності правили землями від африканських пустель до дунайських берегів, від Гібралтарської протоки до хребтів Кавказу.
Немає єдиної думки, коли утворилася Візантійська імперія. Багато хто розглядає Костянтина Великого (306–337), засновника Константинополя, за першого Візантійського Імператора. Деякі історики вважають, що ця подія відбулася раніше, впродовж правління Діоклетіана (284–305), який для полегшення управління величезною імперією, офіційно поділив її на східну і західну половини. Інші вважають за переломне царювання Феодосія І (379–395) та офіційне витискання Християнством поганства, або, час його смерті в 395, коли політичне розділення між Східною і Західною частинами імперії усталилося. Також віхою є 476 рік, коли Ромул Август, останній західний імператор, відмовився від влади та відповідно імператор залишилися лише в Константинополі. Важливим моментом став 620 рік коли за імператора Іраклія державною мовою офіційно стала грецька.
Занепад імперії пов'язаний з багатьма причинами, як зовнішніми, так і внутрішніми. Це розвиток інших регіонів світу, зокрема Західної Європи (в першу чергу Італії, Венеціанської і Генуезької республік), а також країн ісламу. Також це загострення протиріч між різними регіонами імперії і розкол її на Грецьке, Болгарське, Сербське та інше царства.
Вважають, що імперія припинила існування з падінням Константинополя під ударами Османської імперії в 1453, хоча її залишки проіснувала ще декілька років, до падіння Містри в 1460 і Трапезундської імперії в 1461. Але слід звернути увагу, що середньовічні південнослов'янські джерела описують занепад Візантійської імперії не як занепад Римської чи Ромейської імперії (адже вони себе теж вважали ромеями), а як занепад Грецького царства — одного з царств, яке входило до складу імперії. Також слід пам'ятати, що як імператори Священної Римської імперії так і султани Османської імперії називали себе римськими імператорами і спадкоємцями Римської імперії. Однак наслідник і останній спадкоємець Палеологів, останньої правлячої династії Візантії, Андрій Палеолог, помирає у 1502 році, і продає свої права на трон Візантії Карлу VIII та Фердинанду II Арагонському.
Найбільші території імперія контролювала за імператора Юстиніані І, що вів широку завойовницьку політику в західному Середземномор'ї прагнучи відновити колишню Римську імперію. З цього часу вона поступово втрачала землі під натиском варварських королівств і східноєвропейських племен. Після арабських завоювань займала лише територію Греції і Малої Азії. Експансія в IX—XI століттях змінилася серйозними втратами, розпадом країни під ударами хрестоносців і загибеллю під тиском турків-сельджуків і турків-османів.
Етнічний склад населення Візантійської імперії, особливо на першому етапі її історії, був вкрай строкатим — греки, сирійці, копти, вірмени, грузини, євреї, еллінізовані малоазійські племена, фракійці, іллірійці, даки. Зі скороченням території Візантії (починаючи з VII століття) частина народів залишилася поза її межами — водночас сюди приходили і розселялися нові народи (готи в IV–V ст., слов'яни в VI–VII ст., араби в VII–І ст., печеніги, половці в XI–XIII ст. і ін.). У VI–XI ст. до складу населення Візантії входили етнічні групи, з яких надалі сформувалася італійська народність. Переважну роль в економіці, політичному житті і культурі Візантії грало грецьке населення. Державна мова Візантії в IV–VI століттях — латинська, з VII століття і до кінця існування імперії — грецька

## Адміністративний поділ
Докладніше дивіться: Римська провінція
Римська імперія адміністративно складалася з провінцій. Їхня кількість та розмір варіювалися час від часу, в залежності від політики центру. Після встановлення принципату, Цезар Октавіан поділив усі провінції на імператорські та сенатські. На початку імперської епохи, Римська держава поділялася на 36 провінцій (68 рік н. е.), з яких імператорськими були 25, сенатськими — 11.
Радикально реформував адміністративний устрій імперії Діоклетіан та, пізніше, Костянтин. Тепер держава була поділена на 4 префектури, які складалися з декількох діоцезів, до яких, свою чергу входило декілька провінцій. Всього діоцезів було 12, а провінцій за Діоклетіана — 101, до кінця IV століття — 120.

## Сенат

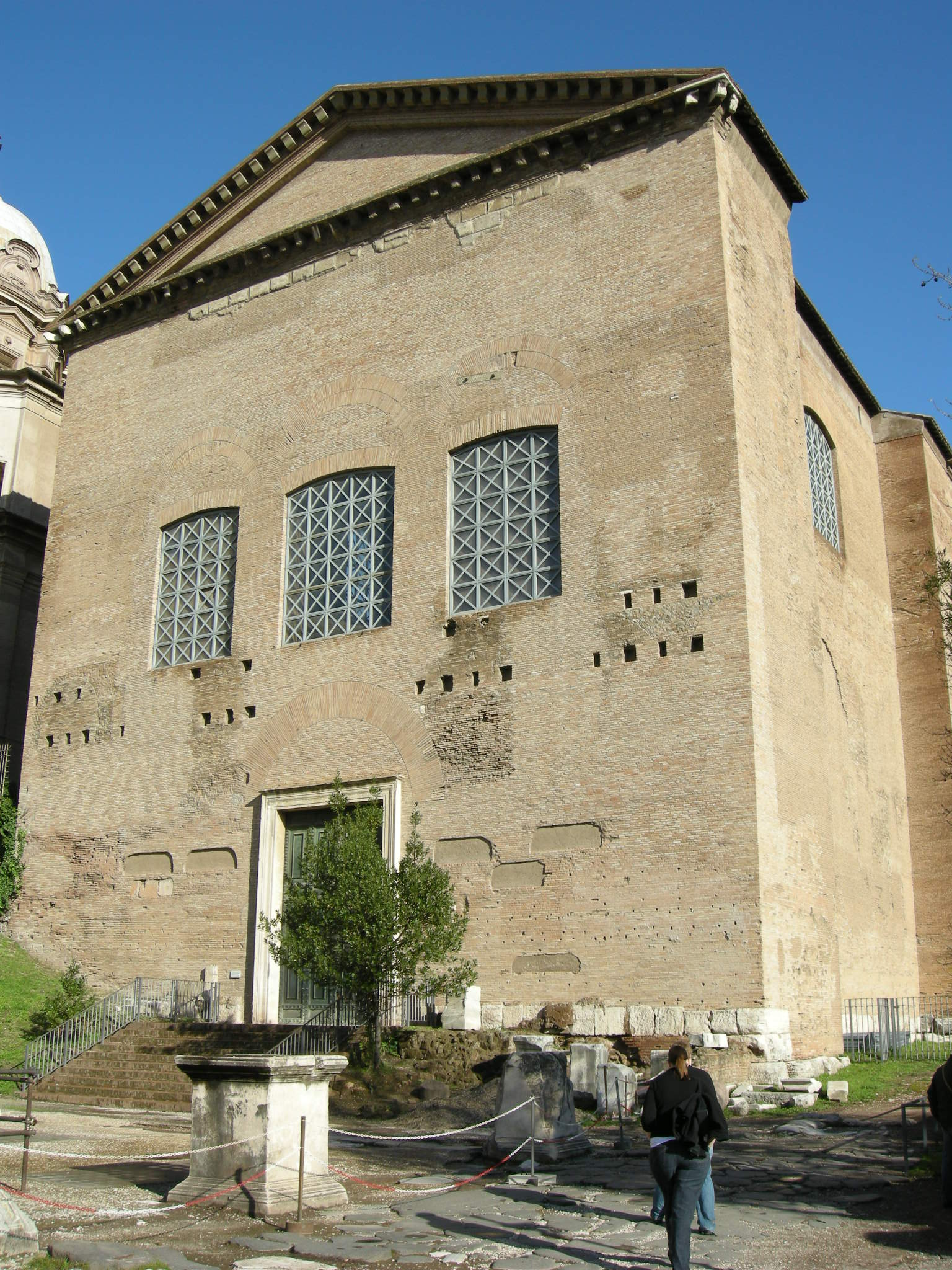
Курія Юлія

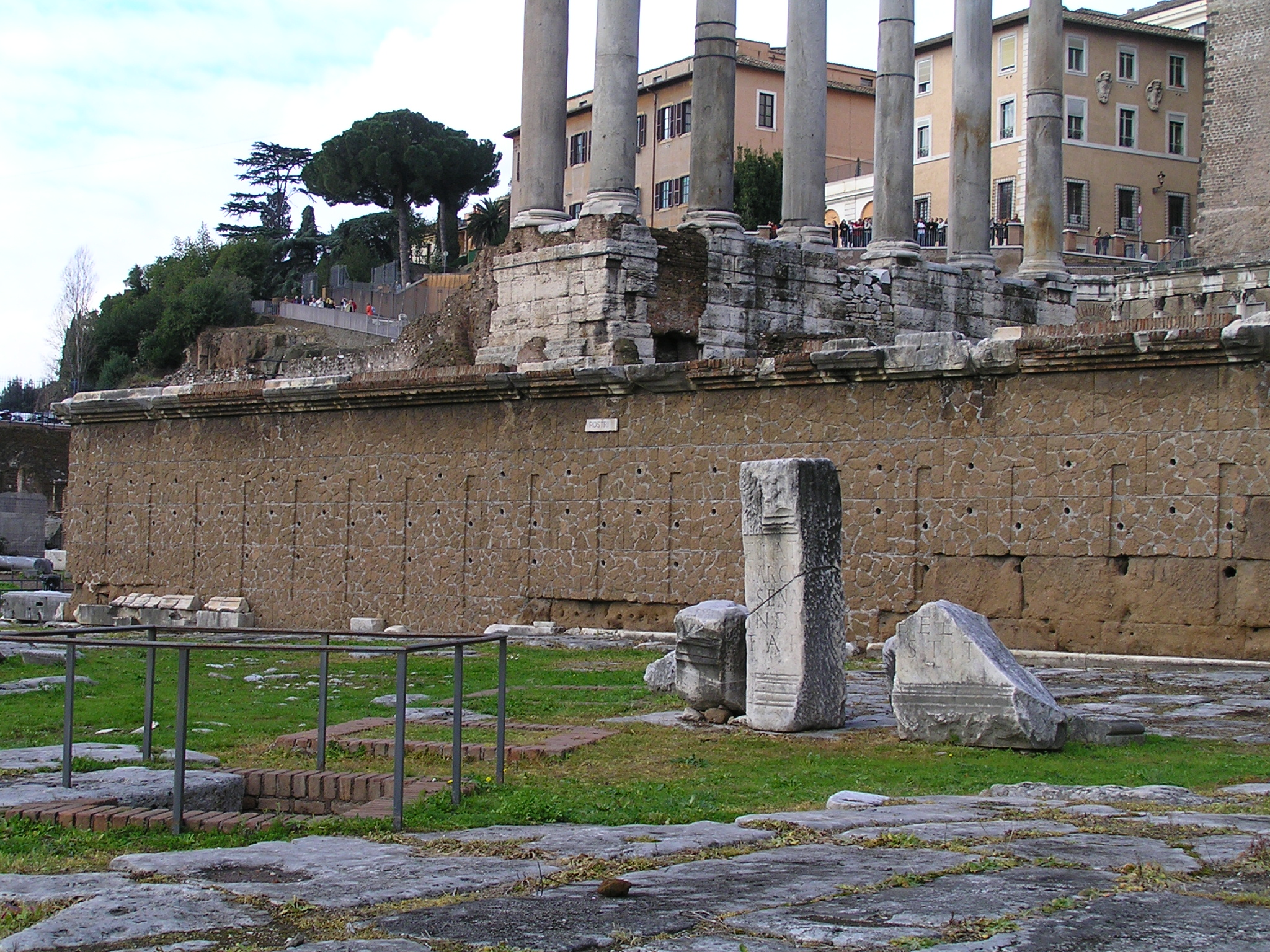
Місце зібрання Коміціум, та Ростра на Римському Форумі

Коміціа (лат. comitio, від лат. comeo — сходжусь, збираюся) — народні збори в Стародавньому Римі.
Сена́т (лат. senatus, від senex — старий, рада старійшин) — один з найвищих державних органів в Стародавньому Римі. Виник з ради старійшин патриціанських родів в кінці царської епохи (біля VI століття до н. е.); Із встановленням республіки сенат, разом з магістратами і народними зібраннями (коміціями) став істотним елементом суспільного життя. До складу сенату довічно входили колишні магістрати — таким чином, тут концентрувалися політичні сили і державний досвід Риму.
Члени сенату ділилися на ранги відповідно до раніше обійманих посад (консули, претори, еділи, трибуни, квестори). Під час дискусій сенатори отримували право голосу відповідно до цих рангів. На чолі сенату стояв найбільш заслужений, перший з сенаторів — принцепс (лат. princeps senatus).
В період республіки в ході станової боротьби плебеїв з патриціями (V–III ст. до н. е.) влада сенату була дещо обмежена на користь коміцій (народних зібрань). У III–I ст. до н. е. сенат заздалегідь розглядав законопроєкти, що пропонувалися для голосування в коміціях, йому належало вище керівництво військовими справами, зовнішньою політикою, фінансами і державним майном, нагляд за релігійними культами, право оголошувати надзвичайне становище і т. д. Сенат затверджував закони і результати виборів, контролював діяльність магістратів. Таким чином, сенат фактично здійснював керівництво державою.
Ухвали сенату (лат. s. з., senatus consulta) мали силу закону, так само як і ухвали народного зібрання і зборів плебеїв — плебісциту. За словами Полібія (тобто з погляду римлян) рішення в Карфагені приймалися народом (плебеїосом), а в Римі — найкращими людьми, тобто Сенатом. І це при тому, що на думку багатьох істориків Карфагеном правила Олігархія. В період Імперії влада Сенату все більш обмежувалася, зосереджуючись в руках імператора, хоча формально Сенат продовжував вважатися одним з вищих державних органів. Насправді Сенат перетворився на збори представників знатних сімей/родів, що не мали великого політичного впливу. Ухвали Сенату зберегли силу законів, але приймалися зазвичай за ініціативою імператора. Починаючи з Октавіана Августа, фактичний імператор Риму носив титул «принцепс» — тобто «перший з сенаторів».
Число сенаторів неодноразово змінювалось:
- спочатку — 100
- за часів ранньої республіки (до 88 до н. е.) — 300
- з часів Сулли — 600
- при Цезарі — 900
- з часів Августа — знову 600
- в період пізньої античності (домінату) — 2000.

Спочатку в Сенат входили тільки члени споконвічних римських родів (патриції), але з I століття до н. е. це право отримали і італіки, а за часів Імперії — навіть знатні провінціали.
З 313 до н. е. в члени сенату приймали цензора — він складав список з осіб, що займали магістри, за певним майновим цензом (наприклад, при Августі (I століття н. е.) — 1 млн сестерцій). За часів імперії це стало прерогативою імператора.
При Діоклетіані (кінець III століття) сенат був перетворений на міську раду Риму, при Костянтині (IV століття) був започаткований сенат в Константинополі — «другому Римі», що був зрівняний у правах із сенатом Риму.

## Мови Римської імперії
Римська імперія була багатомовною державою. Функції офіційних мов в імперії виконували латина та давньогрецька. Використання цих двох найважливіших мов було неоднаковим географічно і функціонально. В підсумку це призвело до подальшого ослаблення західної і східної частини імперії після 395 року. Окрім того, в імперії мали місце регіони з переважанням різноманітних місцевих мов.

## Військо

### Легіони

Локація римських легіонів у 125 році під час правління Адріана.

Під час і після громадянської війни Октавіан Август зменшив велику кількість легіонів (понад 60) внаслідок чого армією стало легше керувати і вона стала гнучкішою. Кілька легіонів з сумнівною лояльністю було розформовано, а інші об'єднано. В 9 році н. е. німецькі племена знищили три повні легіони в Битві у Тевтобургському лісі. Ця катастрофічна подія зменшила кількість легіонів до 25. Загальна кількість була згодом відновлена і протягом наступних 300 років була трохи більшою чи меншою ніж 30.
Август також створив Преторіанську гвардію: дев'ять когорт, які слідкували за порядком у громадських місцях, були розквартировані в Італії. Преторіанцям краще платили і вони служили менший термін, ніж легіонери. Замість 25 років вони звільнялися після 16 років служби.

### Ауксілії
Попри те, що ауксилії (лат. auxilia = допомога) — не такі відомі, як легіони, вони були надзвичайно важливі. На відміну від легіонерів, вони набиралися з не громадян. Організовані в менші підрозділи, приблизно когортної величини, вони були менш оплачувані, ніж легіонери, і після 25 років служби вони нагороджувалися римським громадянством, яке поширювалися і на їхніх синів. Згідно з Тацитом їх було приблизно стільки ж скільки і легіонерів. З того часу було 25 легіонів по 5 000 чол. кожен і відповідно 125 000 ауксилій, які становили 250 полків.

### Флот

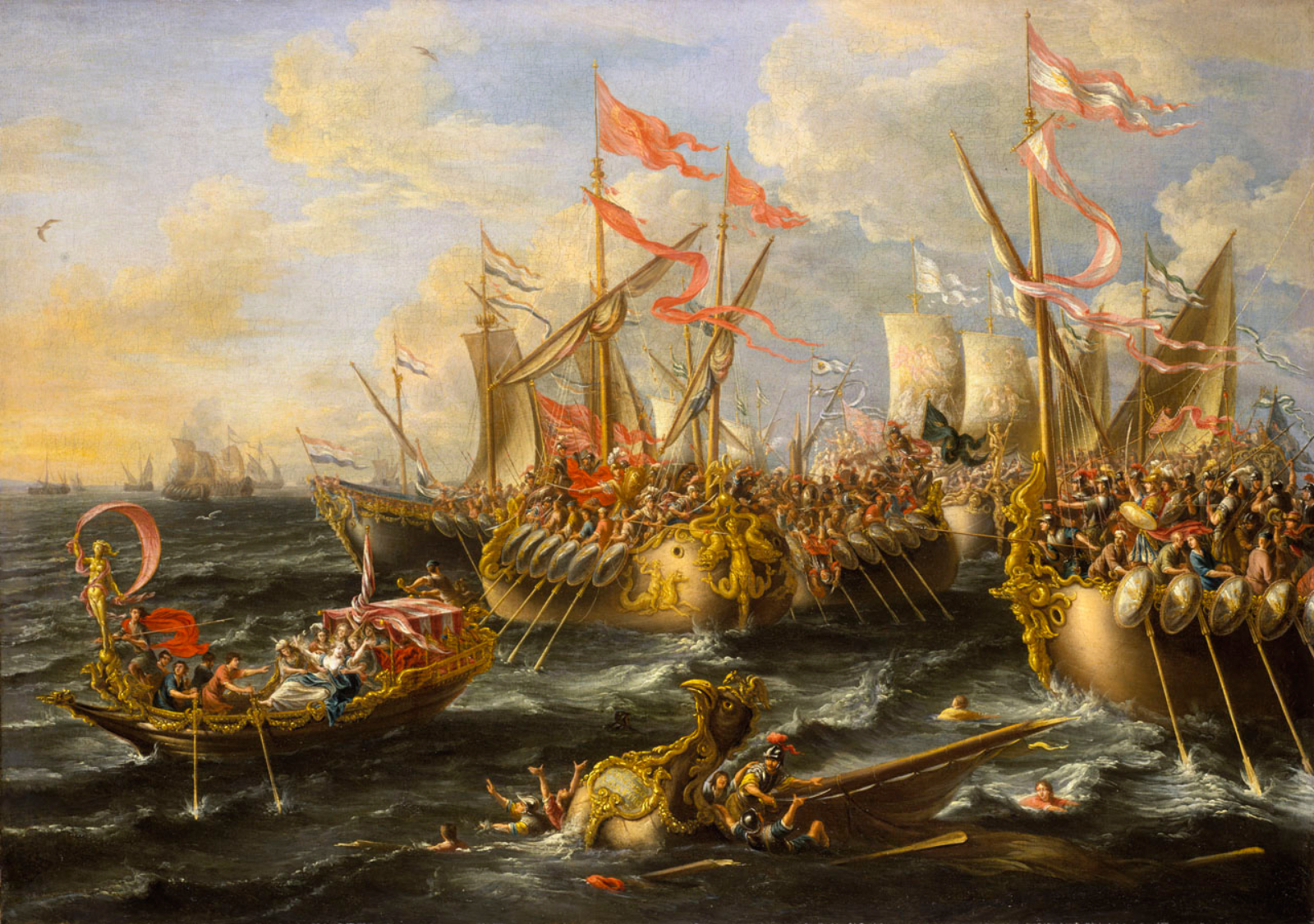
Картина Битва при Акції Лоренцо А. Кастро, 1672 р.

Римський флот (лат. fleet) не тільки допомагав і транспортував легіонерів, а також захищав кордони на річках Рейн і Дунай.
Іншою важливою задачею був захист торгових шляхів від піратів. Таким чином, флот патрулював усе Середземномор'я, частину північної Атлантики (берег Галії, Іспанії, Британії) і також був присутнім у Чорному морі. Проте, армія вважалася більш важливою і престижною.

## Релігія та культура

Римська тога

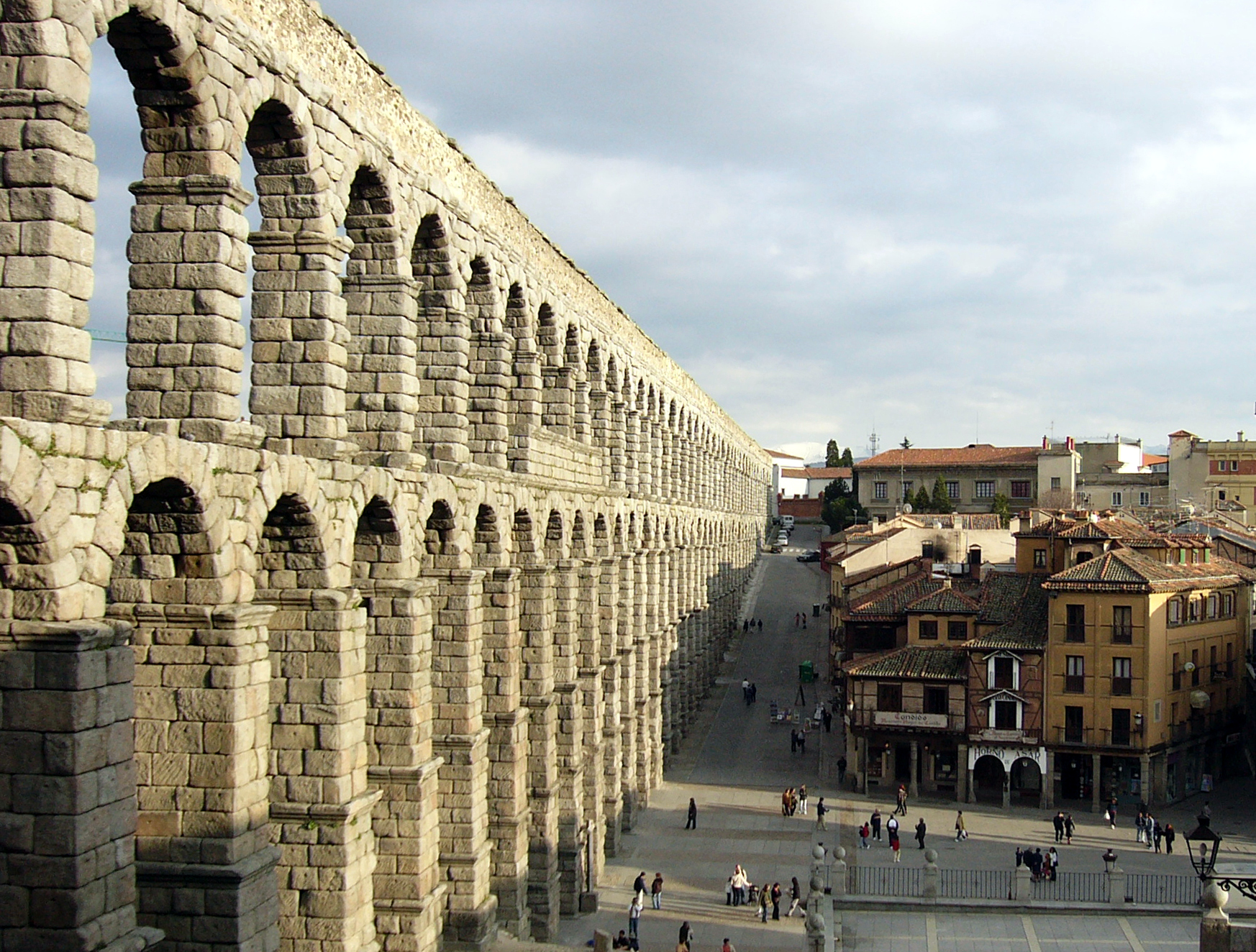
Акведук в Сеговії, Іспанія

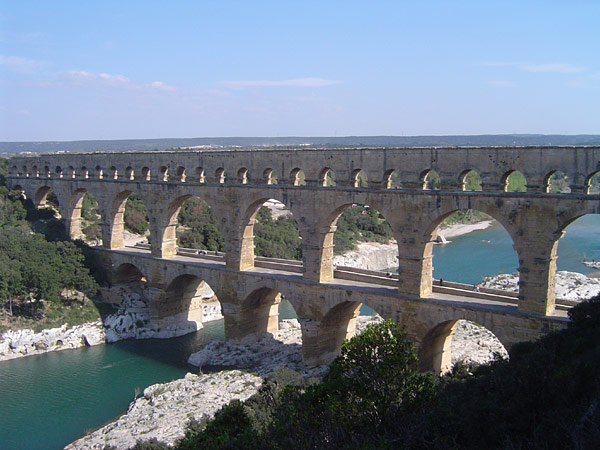
Акведук Пон-дю-Ґар у Франції, збудований у 19 р. до н. е.

Під час правління Октавіана Августа після громадянських війн у Римській державі нарешті запанували мир і спокій. Август прагнув не тільки показати себе захисником республіканського ладу, а й відроджувати славетну культуру батьків. Багато діячів культури отримали від нього підтримку та значні дарунки.
Активним помічником у цьому був радник Августа Гай Цільній Меценат. Значні кошти Мецената було витрачено на підтримку митців. За його порадою Август повернув із вигнання поета Публія Вергілія Марона (71–19 pp. до н. є.) і відшкодував багатство, яке той утратив під час громадянських війн. Вергілій з жебрака знову перетворився на багатія й змушений був решту життя вихваляти та славити імператора Августа. Найкращий його твір — поема Енеїда описує мандри Енея, який, за однією з легенд, прибув до Італії й став предком засновників Рима.
З-поміж поетів доби Республіки слід згадати Квінта Горація Флакка (65-8 pp. до н. е.), невтомного співця ліричних почуттів і теми кохання.
Від владного норову Октавіана Августа дуже постраждав поет Публій Овідій Назон (43 р. до н. е. −18 р. н. е.). Тонка, чарівна поезія Овідія відбилась у змісті його поем Метаморфози та Мистецтво кохання, що зачарували дочку Августа Юлію. Розбещена жінка за свою поведінку була покарана вигнанням. Як улюбленого поета Юлії, у вигнання заслали й Овідія. Він подався в місто Томи в гирлі Дунаю — далекий край, заселений варварами. Решту життя митець провів у вигнанні, так і не дочекавшись помилування.
Видатний римський історик Тит Лівій (59 р. до н. е. — 17 р. н. е.) зробив значний внесок у розвиток історичної прози. Його твір Історія Риму від заснування міста є значним історичним джерелом. Літературна мова, простий і зрозумілий виклад матеріалу приваблюють чимало читачів. Разом із ним необхідно згадати Корнелія Тацита і його твір Історія, а також Аппіана, грека за походженням. Його історичний твір Громадянські війни описує період II–І ст. до н. е. Найславетнішим серед римських істориків є Плутарх із Херонеї (46-120 pp. н. е.). Усе життя він вважав себе філософом, але справжню славу йому принесли Паралельні життєписи, де він змалював життєвий шлях багатьох видатних грецьких і римських державних й історичних діячів. Більшість наших сучасників вважає Плутарха саме істориком, не згадуючи про його філософську спадщину.
У філософії періоду імперії значний крок було зроблено завдяки творчості філософа-стоїка Сенеки (4 р. до н. е. — 65 р. н. е.), учителя й вихователя імператора Нерона. Видатним стоїком був також імператор Марк Аврелій. Інтерес до філософії в епоху імперії настільки поширився, що зацікавив навіть найнижчі верстви суспільства. Так, видатним філософом епохи імперії був прихильник стоїцизму колишній раб Епіктет. Захоплення цим ученням пояснюється тим, що воно закликало до спокійного, урівноваженого ставлення до життя, мужньої, твердої поведінки в годину небезпеки.
В кінці III ст. Діоклетіан (римський імператор) увів нову систему правління тетрархію, в якій двоє були імператорами августами, а інші двоє (з нижчим званням) цезарями. Після свого правління августи передавали свої знання і повноваження цезарям, і вони ставали августами, а замість них брали нових цезарів.
Імператор Діоклетіан розділив Римську імперію на дві частини, східну і західну.

### Основні архітектурні пам'ятки

Колізей в Римі, Італія.

Римська культура створила багато видатних пам'яток архітектурного мистецтва. Багато з них збереглися до сьогодні не тільки в Італії, а й по всій колишній території імперії. Однією з таких пам'яток є славнозвісна Аппієва дорога, що діє й нині. Римські водогони-акведуки в стародавній час постачали воду до столиці за десятки кілометрів з далеких гірських річок. Консули та імператори, інші багатії подарували місту багато красивих споруд — храмів, портиків, базилік, цирків, театрів. Більшість із них не збереглися до нашого часу, але й те, що залишилось, і досі приваблює гостей Рима. А от велична споруда Пантеону (храму всіх богів) збереглася в первісному вигляді. На її фронтоні добре видно напис: Марк Агриппа, тричі консул, збудував.

### Римське мистецтво

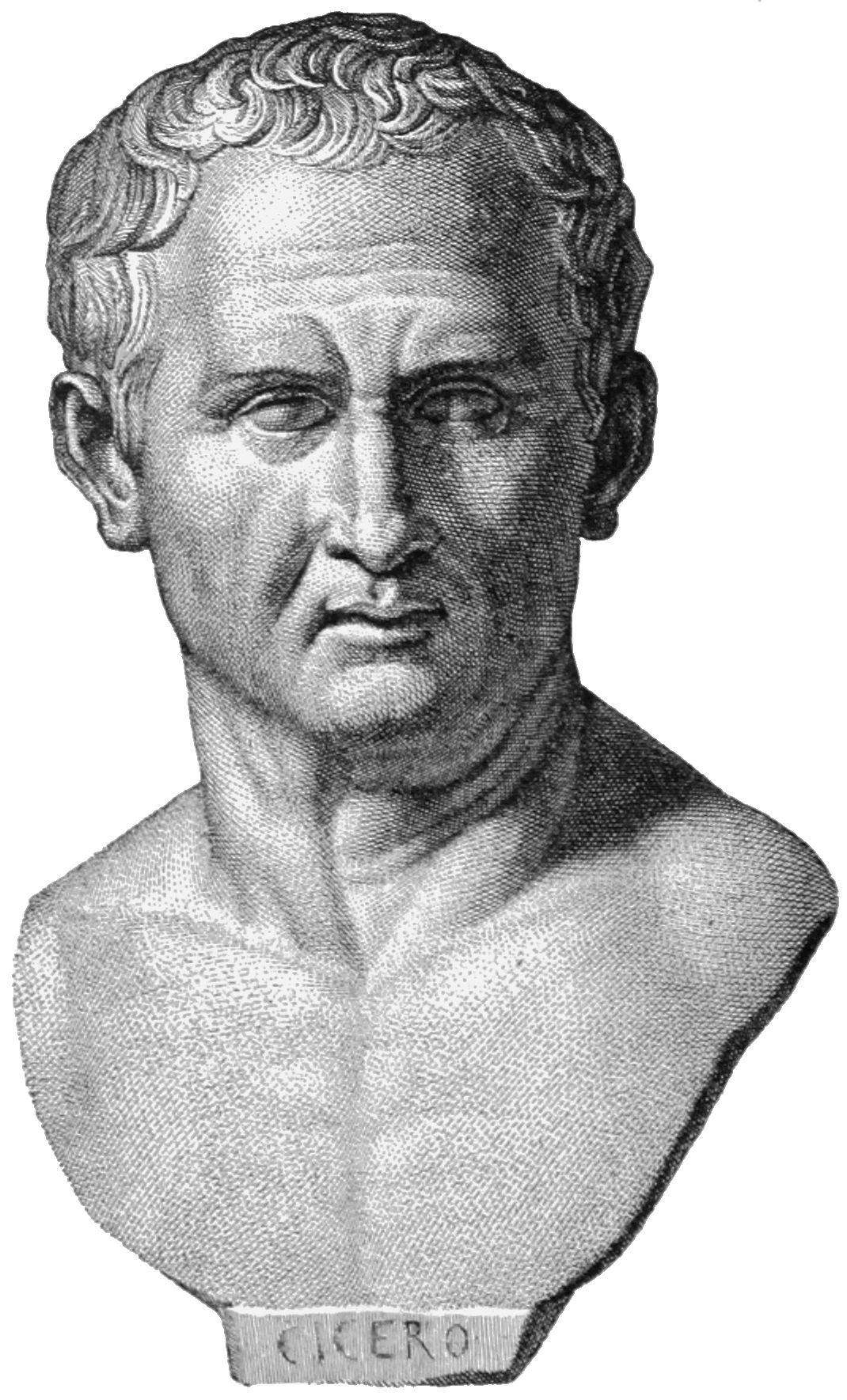
Марк Туллій Цицерон

У скульптурному мистецтві вчителями римлян були греки. Вони, як відомо, не прагнули передавати в портреті зовнішньої схожості. Римляни стали в цьому справжніми майстрами. І хоча римляни не створили видатних шедеврів скульптури, вони перевершили своїх учителів у мистецтві скульптурного портрета, де навчилися відтворювати найменші деталі зовнішності, передавати тонкі риси людської вдачі. Портрети Юлія Цезаря, Цицерона, Августа, Вергілія, Катона, Помпея та інших є зразками довершеної майстерності. Скульптурними портретами прикрашали будівлі й надгробні споруди. На них відтворювали образи померлих, зазначали їхній суспільний стан і діяльність. Досконалості в мистецтві скульптурного портрета римляни досягли в І–II ст. н. е. У зв'язку з кризою суспільства з III ст. стає помітним занепад технічної майстерності.
Римляни прикрашали стіни, стелі, підлогу громадських споруд, багатих будинків знаті й палаців імператорів розписами та мозаїкою. У Римі збереглася частина кімнат Лівії, дружини Августа, у м. Помпеї можна й сьогодні милуватися розписом окремих будинків, у Тунісі на римських віллах час також зберіг витвори стародавніх художників. Особливо високої майстерності досягли римські майстри в створенні мозаїчних орнаментів і картин. Римська культура разом із грецькою стали основою сучасної європейської культури. Від латинської мови походять романські мови, що становлять значну частку сучасних європейських мов.

## Римська імперія на території сучасної України

Північно-Східні кордони Римської імперії

Починаючи з першого століття н. е. під вплив Римської імперії потрапляють давньогрецькі міста Північного Причорномор'я та Боспорська держава. Римські гарнізони були розміщені у причорноморських містах, зокрема у Тірі, Ольвії та Херсонесі.
Північний кордон Римської імперії у Причорномор'ї проходить по Дунаю, однак на лівому березі Дунаю — на території сучасної України — зводиться каструм Аліобрикс, який стає також однією з баз Мезійського флоту Римської імперії та входить до складу провінцій Нижня Мезія та Мала Скіфія.
У І–II століттях н. е., за правління імператора Траяна, коли римляни просувалися на північний схід, почалось будівництво Траянових валів.